# Eishockey-Weltmeisterschaft der U20-Junioren 2012
Die 36. Eishockey-Weltmeisterschaften der U20-Junioren der Internationalen Eishockey-Föderation IIHF waren die Eishockey-Weltmeisterschaften des Jahres 2012 in der Altersklasse der Unter-Zwanzigjährigen (U20). Insgesamt nahmen zwischen dem 10. Dezember 2011 und 22. Januar 2012 39 Nationalmannschaften an den sechs Turnieren der Top-Division sowie der Divisionen I bis III teil.
Der Weltmeister wurde zum zweiten Mal die Mannschaft Schwedens, die im Finale den Titelverteidiger aus Russland knapp mit 1:0 in der Verlängerung bezwingen konnte. Die deutsche Mannschaft schaffte durch den Sieg beim Turnier der Division IA den direkten Wiederaufstieg in die Top-Division, die Schweiz belegte den achten Platz in der Top-Division und konnte die beiden guten Platzierungen der Vorjahre nicht bestätigen. Österreich wurde Fünfter in der Gruppe A der Division I und konnte somit den Abstieg in die B-Gruppe gerade noch vermeiden.

## Teilnehmer, Austragungsorte und -zeiträume
- Top-Division: 26. Dezember 2011 bis 5. Januar 2012 in Calgary und Edmonton, Alberta, Kanada
Teilnehmer:  Dänemark (Aufsteiger),  Finnland,  Kanada,  Lettland (Aufsteiger),  Russland (Titelverteidiger),  Schweden,  Schweiz,  Slowakei,  Tschechien,  USA

- Division I
  - Gruppe A: 11. bis 17. Dezember 2011 in Garmisch-Partenkirchen, Deutschland
Teilnehmer:  Belarus,  Deutschland (Absteiger),  Großbritannien,  Norwegen (Absteiger),  Österreich,  Slowenien
  - Gruppe B: 12. bis 18. Dezember 2011 in Tychy, Polen
Teilnehmer:  Frankreich (Aufsteiger),  Italien,  Japan,  Kasachstan,  Kroatien,  Polen (Aufsteiger)

- Division II
  - Gruppe A: 12. bis 18. Dezember 2011 in Donezk, Ukraine
Teilnehmer:  Litauen (Absteiger),  Niederlande,  Spanien,  Südkorea,  Ukraine (Absteiger),  Ungarn
  - Gruppe B: 10. bis 16. Dezember 2011 in Tallinn, Estland
Teilnehmer:  Australien,  Belgien,  Estland,  Mexiko (Aufsteiger),  Rumänien,  Serbien (Aufsteiger)

- Division III: 17. bis 22. Januar 2012 in Dunedin, Neuseeland
Teilnehmer:  Bulgarien,  Volksrepublik China (Absteiger),  Island (Absteiger),  Neuseeland,  Türkei

 Nordkorea sagte seine Teilnahme an der Division III am 4. November 2011 aus nicht genauer spezifizierten Gründen ab. Der letztjährige Teilnehmer  Republik China (Taiwan) meldete keine Mannschaft für die Division III.

## Modusänderungen

Vergleich des bisherigen Formats (links) mit der neuen Regelung (rechts) anhand der Turniere der Herren-Weltmeisterschaft

Erstmals seit den Herren-Weltmeisterschaften des Jahres 2001 wurden die Wettbewerbe einer weitreichenden Reform unterzogen. Zwar behalten die jeweiligen Divisionen ihre Teilnehmerstärke – die Top-Division spielt weiterhin mit zehn Mannschaften, die Divisionen I und II weiterhin mit zwölf und die Division III mit sechs –, jedoch ändern sich die Wettbewerbsformate grundlegend. Der Grund für die Reform, die auch im Bereich der U20- und U18-Junioren Einzug erhält, liegt darin, dass nach einer Studie der Internationalen Eishockey-Föderation IIHF zwischen 49 und 68 Prozent aller Spiele der Saison 2010/11 mit fünf oder mehr Toren Unterschied endeten.
In den Divisionen I und II werden die jeweils zwölf Mannschaften weiterhin in je zwei Gruppen zu sechs Teams aufgeteilt. Dies geschieht jedoch nicht mehr auf Grundlage der Weltrangliste, sodass beide Gruppen möglichst ausgeglichen aufgestellt sind, sondern einmalig auf Basis der Abschlussplatzierungen der Weltmeisterschaften des Jahres 2011. So spielen in der Gruppe A der Divisionen im ersten Jahr die sechs besser platzierten Teams, während sich in der Gruppe B die schlechter platzierten wiederfinden. In den folgenden Jahren erklärt sich die Gruppenzusammensetzung aufgrund der Auf- und Abstiegsregelungen von selbst.
Die Division III wird weiterhin in einer Gruppe mit sechs Mannschaften spielen, wobei je nach Anzahl der gemeldeten Teilnehmer eine optionale Qualifikation veranstaltet wird.
Durch die Modusänderungen betroffen sind auch die Auf- und Abstiegsregelungen der einzelnen Divisionen. Aus der Top-Division steigt nur noch der Letztplatzierte der Relegationsrunde in die Division I A ab. Aus selbiger steigt auch nur der Erstplatzierte zum nächsten Jahr in die Top-Division auf, während der Sechstplatzierte in die Division I B absteigt. Im Gegenzug steigt der Gewinner der Division I B in die Division I A auf. Aus der Division I B steigt ebenfalls der Letzte in die Division II A ab. Die Aufstiegsregelung der Division I B mit einem Auf- und Absteiger gilt genauso für die Division II A, ebenso steigt aus der Division II B eine Mannschaft auf. Hingegen steigen aus der Division II B zwei Mannschaften ab und somit auch zwei aus der Division III auf. Einen direkten Absteiger aus der Division III gibt es in diesem Sinne nicht. In Abhängigkeit von einer möglichen Qualifikation zur Division III müssen die zwei letztplatzierten Teams der Division III des Vorjahres mit den neu gemeldeten Nationalmannschaften in der Qualifikation antreten, um die dann zwei freien Plätze auszuspielen.

## Top-Division
Die U20-Weltmeisterschaft wurde vom 26. Dezember 2011 bis zum 5. Januar 2012 in den kanadischen Städten Calgary und Edmonton ausgetragen. Gespielt wurde im Scotiabank Saddledome (19.289 Plätze) in Calgary sowie im Rexall Place in Edmonton mit 16.839 Plätzen. Insgesamt besuchten 444.718 Zuschauer die 31 Turnierspiele, was einem Schnitt von 14.345 pro Partie entspricht.
Am Turnier nahmen zehn Nationalmannschaften teil, die in zwei Gruppen zu je fünf Teams spielten. Dabei setzen sich die beiden Gruppen nach den Platzierungen der Nationalmannschaften bei der Weltmeisterschaft 2011 nach folgendem Schlüssel zusammen:
| Gruppe A (Calgary) | Gruppe B (Edmonton) |
| Russland (1)       | Kanada (2)          |
| Schweden (4)       | USA (3)             |
| Schweiz (5)        | Finnland (6)        |
| Slowakei (8)       | Tschechien (7)      |
| Lettland (11)      | Dänemark (12)       |

Den Weltmeistertitel sicherte sich Schweden, das im Finale durch ein Tor in der Verlängerung mit 1:0 gegen Titelverteidiger Russland gewann. Es war erst der insgesamt zweite Titelgewinn für die Schweden und der erste seit 1981. Seit Einführung des Play-off-Formats im Jahr 1996 war es das erste rein europäische Aufeinandertreffen in einem Finalspiel. Den Siegtreffer für die erste Goldmedaille der Schweden seit 31 Jahren erzielte Mika Zibanejad in der elften Minute der Verlängerung. Die Bronzemedaille gewannen die gastgebenden Kanadier durch einen 4:0-Sieg über Finnland. In der Abstiegsrunde musste Aufsteiger Dänemark den Weg zurück in die Division IA antreten, da sie das entscheidende Spiel gegen Mitaufsteiger Lettland knapp verloren.
Bei den individuellen Auszeichnungen war der Russe Jewgeni Kusnezow der große Gewinner. Neben der Wahl ins All-Star-Team des Turniers wurde er zum wertvollsten Spieler und besten Stürmer ernannt und war zudem Topscorer des Turniers. Unter den Torhütern zeichnete sich der Tscheche Petr Mrázek aus.

### Modus
Nach den Gruppenspielen – jede Mannschaft bestritt vier davon – der Vorrunde qualifizierten sich die beiden Gruppenersten direkt für das Halbfinale. Die Gruppenzweiten und -dritten bestritten je ein Qualifikationsspiel zur Halbfinalteilnahme. Die Vierten und Fünften der Gruppenspiele bestritten – bei Mitnahme des Ergebnisses der direkten Begegnung aus der Vorrunde – die Abstiegsrunde und ermittelten dabei einen Absteiger in die Division IA.

### Austragungsorte
| Calgary |

| Edmonton |

| Calgary |

| Edmonton |

### Vorrunde

#### Gruppe A

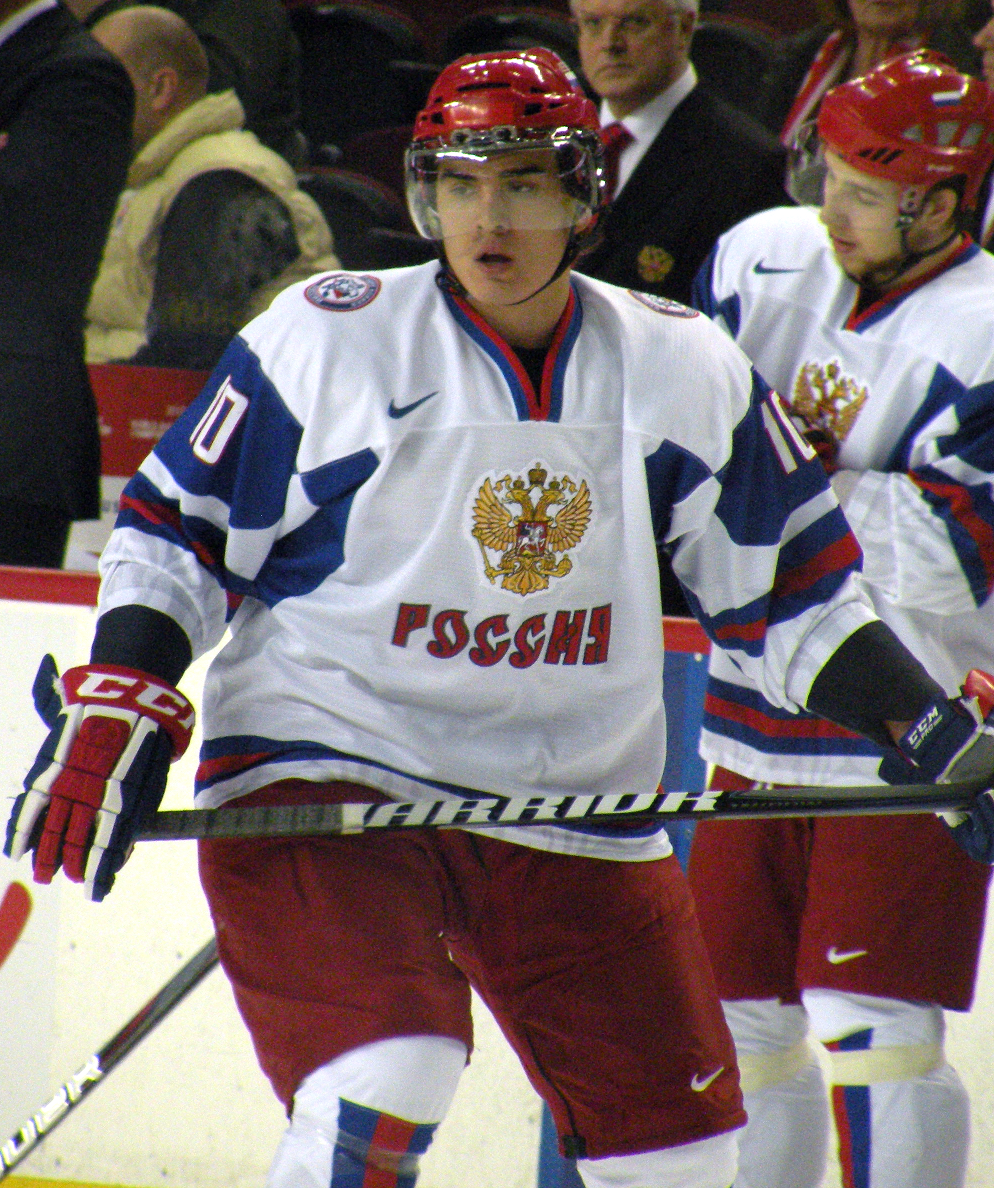
Nail Jakupow bereitete im Turnierverlauf neun Treffer vor

| 26. Dezember 2011 15:30 Uhr (Ortszeit) | 26. Dezember 2011 23:30 Uhr (MEZ) | Lettland T. Andersons (5:34) R. Lipsbergs (8:54) R. Lipsbergs (32:29) Z. Girgensons (58:50) | 4:9 (2:3, 1:3, 1:3) Spielbericht | Schweden M. Friberg (3:28) M. Friberg (5:50) M. Zibanejad (8:13) S. Collberg (25:38) E. Thorell (34:48) M. Zibanejad (35:38) J. Nordström (47:46) M. Friberg (53:27) M. Friberg (55:07) | Scotiabank Saddledome, Calgary Zuschauer: 19.289 |

| 26. Dezember 2011 20:00 Uhr | 27. Dezember 2011 4:00 Uhr | Schweiz | 0:3 (0:1, 0:2, 0:0) Spielbericht | Russland A. Chochlatschow (8:22) N. Gussew (25:37) M. Grigorenko (35:04) | Scotiabank Saddledome, Calgary Zuschauer: 19.289 |

| 27. Dezember 2011 20:00 Uhr | 28. Dezember 2011 4:00 Uhr | Slowakei T. Jurčo (35:28) M. Tvrdoň (42:02) M. Toman (59:22) | 3:1 (0:0, 1:1, 2:0) Spielbericht | Lettland J. Ziemiņš (26:41) | Scotiabank Saddledome, Calgary Zuschauer: 19.289 |

| 28. Dezember 2011 15:30 Uhr | 28. Dezember 2011 23:30 Uhr | Schweden M. Friberg (14:23) J. Nordström (36:11) L. Rensfeldt (41:56) S. Collberg (PS) | 4:3 n. P. (1:0, 1:1, 1:2, 0:0, 1:0) Spielbericht | Schweiz J. Vermin (25:14) J. Vermin (52:51) D. Kukan (57:56) | Scotiabank Saddledome, Calgary Zuschauer: 14.782 |

| 28. Dezember 2011 20:00 Uhr | 29. Dezember 2011 4:00 Uhr | Russland I. Oschiganow (24:11) M. Namuenkow (41:45) N. Kutscherow (54:31) | 3:1 (0:1, 1:0, 2:0) Spielbericht | Slowakei M. Bubela (19:27) | Scotiabank Saddledome, Calgary Zuschauer: 19.289 |

| 29. Dezember 2011 20:00 Uhr | 30. Dezember 2011 4:00 Uhr | Lettland | 0:14 (0:1, 0:6, 0:7) Spielbericht | Russland M. Grigorenko (10:29) A. Sergejew (20:52) J. Kusnezow (27:04) J. Kusnezow (30:04) G. Scheldakow (32:53) N. Gussew (35:07) N. Gussew (38:34) P. Kulikow (40:40) A. Chochlatschow (41:43) J. Kusnezow (42:34) I. Semtschenko (44:14) J. Kossow (51:36) A. Chochlatschow (53:29) N. Nesterow (54:24) | Scotiabank Saddledome, Calgary Zuschauer: 19.289 |

| 30. Dezember 2011 15:30 Uhr | 30. Dezember 2011 23:30 Uhr | Schweden E. Thorell (4:40) M. Friberg (16:22) S. Collberg (24:15) J. Sundström (38:29) M. Zibanejad (44:50) R. Rakell (48:06) J. Nordström (51:28) S. Collberg (53:42) E. Thorell (58:42) | 9:1 (2:1, 2:0, 5:0) Spielbericht | Slowakei M. Tvrdoň (11:36) | Scotiabank Saddledome, Calgary Zuschauer: 19.289 |

| 30. Dezember 2011 20:00 Uhr | 31. Dezember 2011 4:00 Uhr | Schweiz C. Bertschy (8:45) G. Haas (22:18) C. Bertschy (38:28) G. Haas (53:04) C. Marti (54:03) | 5:3 (1:0, 2:1, 2:2) Spielbericht | Lettland T. Andersons (28:26) Ņ. Jevpalovs (42:23) V. Hvorostiņins (52:42) | Scotiabank Saddledome, Calgary Zuschauer: 13.666 |

| 31. Dezember 2011 16:00 Uhr | 1. Januar 2012 0:00 Uhr | Slowakei M. Chovan (8:20) M. Chovan (32:46) T. Matoušek (45:14) M. Marinčin (46:05) M. Chovan (48:15) M. Gernát (49:43) | 6:4 (1:2, 1:1, 4:1) Spielbericht | Schweiz J. Vermin (6:09) S. Andrighetto (7:16) J. Vermin (28:40) T. Richard (40:47) | Scotiabank Saddledome, Calgary Zuschauer: 13.029 |

| 31. Dezember 2011 20:00 Uhr | 1. Januar 2012 4:00 Uhr | Russland I. Semtschenko (2:09) J. Kossow (2:16) I. Telegin (13:33) | 3:4 n. V. (3:0, 0:0, 0:3, 0:1) Spielbericht | Schweden O. Klefbom (43:17) R. Rakell (52:19) M. Friberg (59:20) J. Nordström (62:44) | Scotiabank Saddledome, Calgary Zuschauer: 16.643 |

| Pl. |          | Sp | S | OTS | OTN | N | Tore  | Punkte |
| 1.  | Schweden | 4  | 2 | 2   | 0   | 0 | 26:11 | 10     |
| 2.  | Russland | 4  | 3 | 0   | 1   | 0 | 23:05 | 10     |
| 3.  | Slowakei | 4  | 2 | 0   | 0   | 2 | 11:17 | 6      |
| 4.  | Schweiz  | 4  | 1 | 0   | 1   | 2 | 12:16 | 4      |
| 5.  | Lettland | 4  | 0 | 0   | 0   | 4 | 08:31 | 0      |

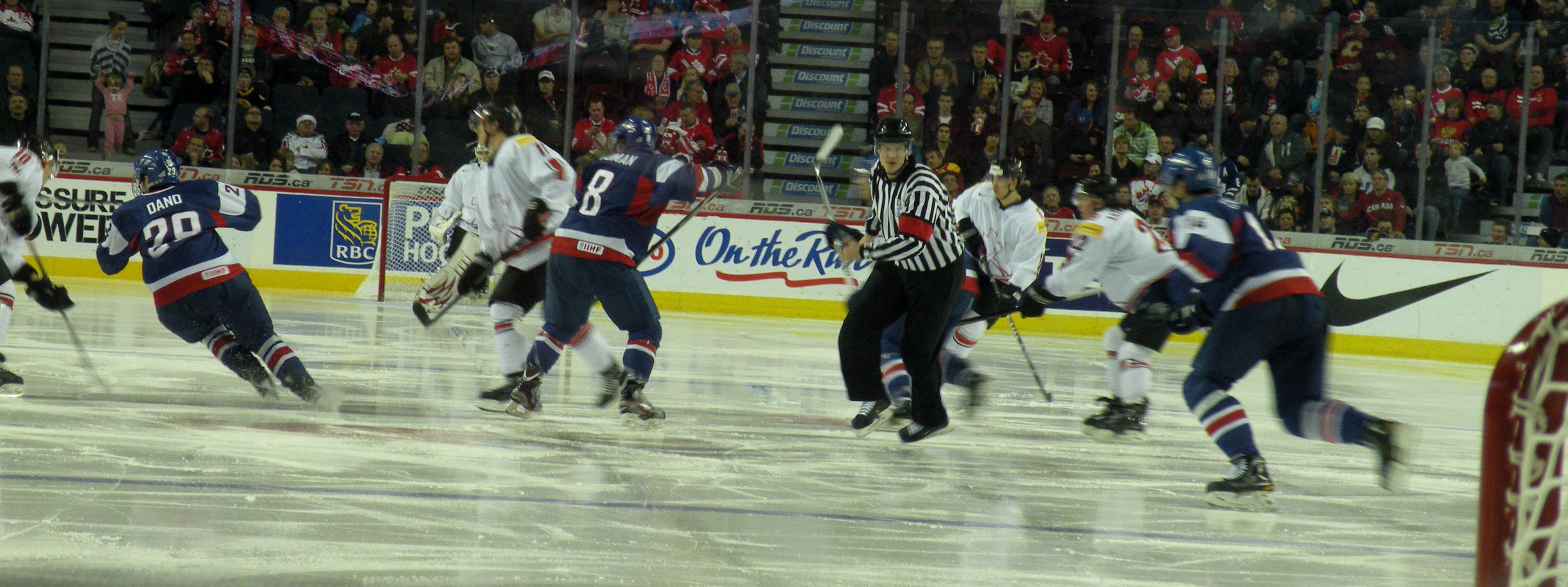
Spielszene aus der Vorrundenpartie zwischen den Mannschaften der Schweiz und Slowakei

Abkürzungen: Pl. = Platz, Sp = Spiele, S = Siege, OTS = Siege nach Verlängerung (Overtime) oder Penaltyschießen, OTN = Niederlagen nach Verlängerung oder Penaltyschießen, N = Niederlagen

Erläuterungen: Halbfinalqualifikant, Viertelfinalqualifikant, Abstiegsrundenqualifikant

#### Gruppe B

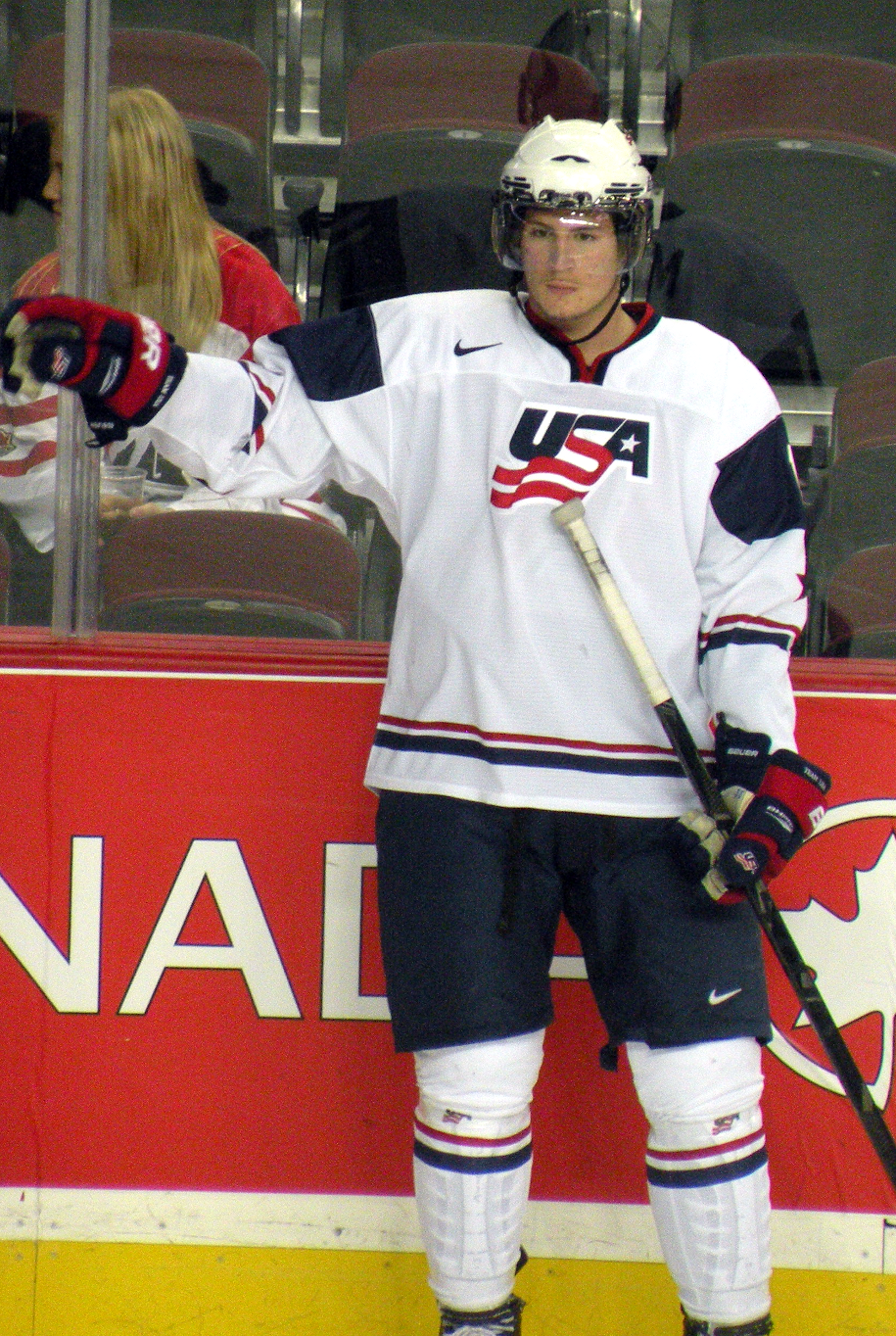
J. T. Miller und die US-Amerikaner verpassten die Finalrunde

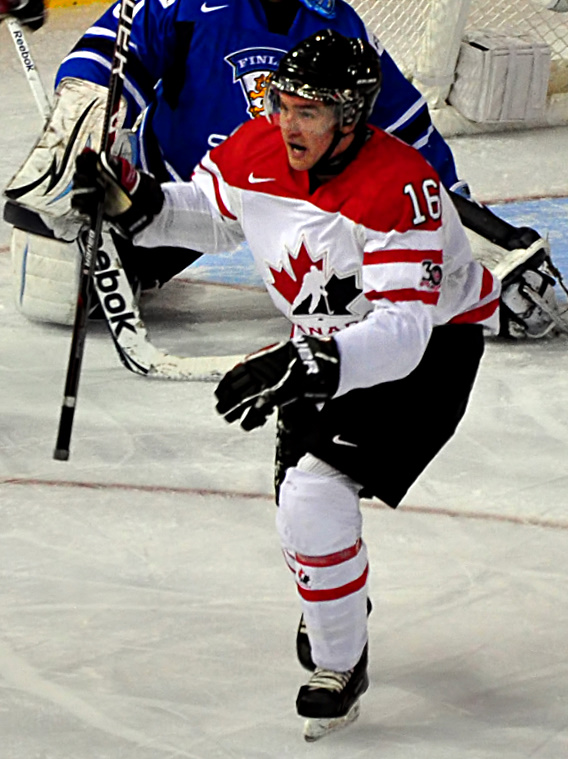
Der Kanadier Mark Stone war mit neun Punkten und sieben Toren der Topscorer und beste Torschütze der Vorrunde

| 26. Dezember 2011 13:30 Uhr | 26. Dezember 2011 21:30 Uhr | Finnland A. Ruuttu (21:21) | 1:8 (0:2, 1:3, 0:3) Spielbericht | Kanada M. Stone (2:14) B. Gallagher (4:25) M. Stone (23:02) J. Huberdeau (29:24) D. Hamilton (32:54) B. Connolly (40:52) M. Stone (44:05) R. Strome (47:18) | Rexall Place, Edmonton Zuschauer: 15.296 |

| 26. Dezember 2011 18:00 Uhr | 27. Dezember 2011 2:00 Uhr | Dänemark M. Bau Hansen (3:12) M. Bau Hansen (9:04) T. Spelling (44:20) | 3:11 (2:3, 0:6, 1:2) Spielbericht | USA C. Coyle (0:24) J. Zucker (4:41) J. Tinordi (8:26) N. Bjugstad (21:25) C. Coyle (27:12) K. Rau (29:07) B. Arnold (30:21) J. T. Miller (30:51) K. Rau (36:01) C. Coyle (51:04) S. Johns (55:56) | Rexall Place, Edmonton Zuschauer: 13.604 |

| 27. Dezember 2011 18:00 Uhr | 28. Dezember 2011 2:00 Uhr | Tschechien T. Hertl (5:44) T. Hertl (22:44) R. Faksa (31:13) P. Holík (41:50) T. Filippi (42:10) D. Jaškin (55:06) J. Říha (56:42) | 7:0 (1:0, 2:0, 4:0) Spielbericht | Dänemark | Rexall Place, Edmonton Zuschauer: 12.967 |

| 28. Dezember 2011 13:30 Uhr | 28. Dezember 2011 21:30 Uhr | USA B. Saad (40:19) | 1:4 (0:0, 0:1, 1:3) Spielbericht | Finnland M. Salomäki (21:21) J. Armia (50:53) Mi. Granlund (51:22) J. Armia (56:27) | Rexall Place, Edmonton Zuschauer: 14.000 |

| 28. Dezember 2011 18:00 Uhr | 29. Dezember 2011 2:00 Uhr | Kanada M. Stone (5:37) R. Strome (36:16) B. Connolly (38:11) M. Scheifele (49:00) M. Scheifele (54:40) | 5:0 (1:0, 2:0, 2:0) Spielbericht | Tschechien | Rexall Place, Edmonton Zuschauer: 16.417 |

| 29. Dezember 2011 18:00 Uhr | 30. Dezember 2011 2:00 Uhr | Dänemark N. Meyer (43:05) E. Kristensen (48:48) | 2:10 (0:4, 0:3, 2:3) Spielbericht | Kanada Q. Howden (2:34) B. Connolly (6:17) M. Stone (16:05) R. Strome (18:35) S. Harrington (20:25) M. Stone (24:56) F. Hamilton (35:31) B. Gormley (51:32) B. Gormley (55:27) B. Gallagher (56:59) | Rexall Place, Edmonton Zuschauer: 16.275 |

| 30. Dezember 2011 13:30 Uhr | 30. Dezember 2011 21:30 Uhr | USA T. J. Tynan (5:14) B. Arnold (31:50) | 2:5 (1:1, 1:1, 0:3) Spielbericht | Tschechien T. Filippi (12:05) T. Hertl (34:51) P. Holík (52:26) T. Filippi (57:19) P. Holík (58:34) | Rexall Place, Edmonton Zuschauer: 14.733 |

| 30. Dezember 2011 18:00 Uhr | 31. Dezember 2011 2:00 Uhr | Finnland M. Salomäki (8:36) J. Hakanpää (10:25) V. Pokka (11:41) M. Kuronen (24:09) M. Salomäki (34:49) J. Armia (41:37) T. Pulkkinen (44:14) T. Pulkkinen (48:26) T. Pulkkinen (57:48) T. Pulkkinen (59:56) | 10:1 (3:0, 2:1, 5:0) Spielbericht | Dänemark P. Bjorkstrand (33:39) | Rexall Place, Edmonton Zuschauer: 13.144 |

| 31. Dezember 2011 14:00 Uhr | 31. Dezember 2011 22:00 Uhr | Tschechien | 0:4 (0:2, 0:1, 0:1) Spielbericht | Finnland A. Ruuttu (11:42) M. Aaltonen (16:19) J. Donskoi (34:17) T. Pulkkinen (43:37) | Rexall Place, Edmonton Zuschauer: 14.429 |

| 31. Dezember 2011 18:00 Uhr | 1. Januar 2012 2:00 Uhr | Kanada M. Stone (5:39) J. Schwartz (10:12) B. Connolly (15:59) | 3:2 (3:0, 0:0, 0:2) Spielbericht | USA C. Coyle (49:49) J. Zucker (53:12) | Rexall Place, Edmonton Zuschauer: 16.647 |

| Pl. |            | Sp | S | OTS | OTN | N | Tore  | Punkte |
| 1.  | Kanada     | 4  | 4 | 0   | 0   | 0 | 26:05 | 12     |
| 2.  | Finnland   | 4  | 3 | 0   | 0   | 1 | 19:10 | 9      |
| 3.  | Tschechien | 4  | 2 | 0   | 0   | 2 | 12:11 | 6      |
| 4.  | USA        | 4  | 1 | 0   | 0   | 3 | 16:15 | 3      |
| 5.  | Dänemark   | 4  | 0 | 0   | 0   | 4 | 06:38 | 0      |

Abkürzungen: Pl. = Platz, Sp = Spiele, S = Siege, OTS = Siege nach Verlängerung (Overtime) oder Penaltyschießen, OTN = Niederlagen nach Verlängerung oder Penaltyschießen, N = Niederlagen

Erläuterungen: Halbfinalqualifikant, Viertelfinalqualifikant, Abstiegsrundenqualifikant

### Abstiegsrunde
| 2. Januar 2012 11:00 Uhr | 2. Januar 2012 19:00 Uhr | Schweiz C. Schneuwly (1:45) A. Bertaggia (3:29) G. Hofmann (22:17) T. Richard (63:27) | 4:3 n. V. (2:2, 1:1, 0:0, 1:0) Spielbericht | Dänemark O. Bjorkstrand (1:10) N. Jensen (16:56) N. Jensen (27:26) | Scotiabank Saddledome, Calgary Zuschauer: 9.328 |

| 3. Januar 2012 11:00 Uhr | 3. Januar 2012 19:00 Uhr | USA A. Watson (5:40) A. Watson (11:53) A. Watson (16:17) J. Zucker (18:47) J. T. Miller (20:46) N. Bjugstad (20:56) B. Arnold (25:38) A. Clendening (32:08) K. Rau (33:05) N. Bjugstad (35:30) N. Bjugstad (36:41) A. Czarnik (42:16) | 12:2 (4:0, 7:1, 1:1) Spielbericht | Lettland Z. Girgensons (22:03) T. Bļugers (53:25) | Scotiabank Saddledome, Calgary Zuschauer: 9.146 |

| 4. Januar 2012 11:00 Uhr | 4. Januar 2012 19:00 Uhr | Lettland K. Pelšs (31:34) Ņ. Jevpalovs (61:43) | 2:1 n. V. (0:1, 1:0, 0:0, 1:0) Spielbericht | Dänemark O. Bjorkstrand (3:21) | Scotiabank Saddledome, Calgary Zuschauer: 6.983 |

| 4. Januar 2012 15:00 Uhr | 4. Januar 2012 23:00 Uhr | Schweiz G. Haas (14:49) | 1:2 (1:2, 0:0, 0:0) Spielbericht | USA A. Czarnik (11:28) K. Gravel (16:15) | Scotiabank Saddledome, Calgary Zuschauer: 10.624 |

| Pl. |          | Sp | S | OTS | OTN | N | Tore  | Punkte |
| 1.  | USA      | 3  | 3 | 0   | 0   | 0 | 25:06 | 9      |
| 2.  | Schweiz  | 3  | 1 | 1   | 0   | 1 | 10:08 | 5      |
| 3.  | Lettland | 3  | 0 | 1   | 0   | 2 | 07:18 | 2      |
| 4.  | Dänemark | 3  | 0 | 0   | 2   | 1 | 07:17 | 2      |

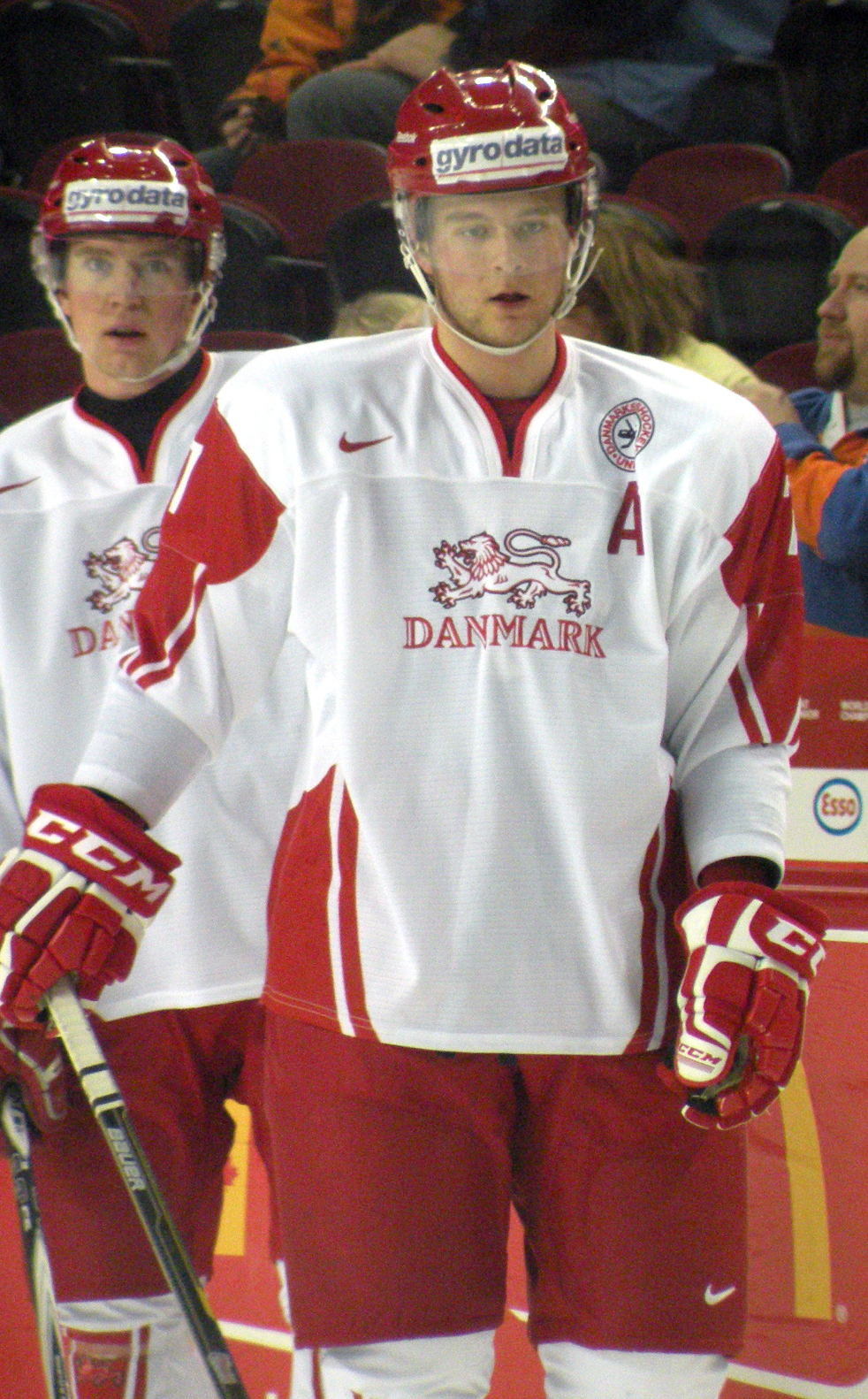
Die zwei Tore von Dänemarks Nicklas Jensen gegen die Schweiz reichten nicht zum Verbleib in der Top-Division aus

Anmerkung: Die Vorrundenspiele  Schweiz –  Lettland (5:3) und  Dänemark –  USA (3:11) sind in die Tabelle eingerechnet.

Abkürzungen: Pl. = Platz, Sp = Spiele, S = Siege, OTS = Siege nach Verlängerung (Overtime) oder Penaltyschießen, OTN = Niederlagen nach Verlängerung oder Penaltyschießen, N = Niederlagen

Erläuterungen: Absteiger in die Division IA

### Finalrunde

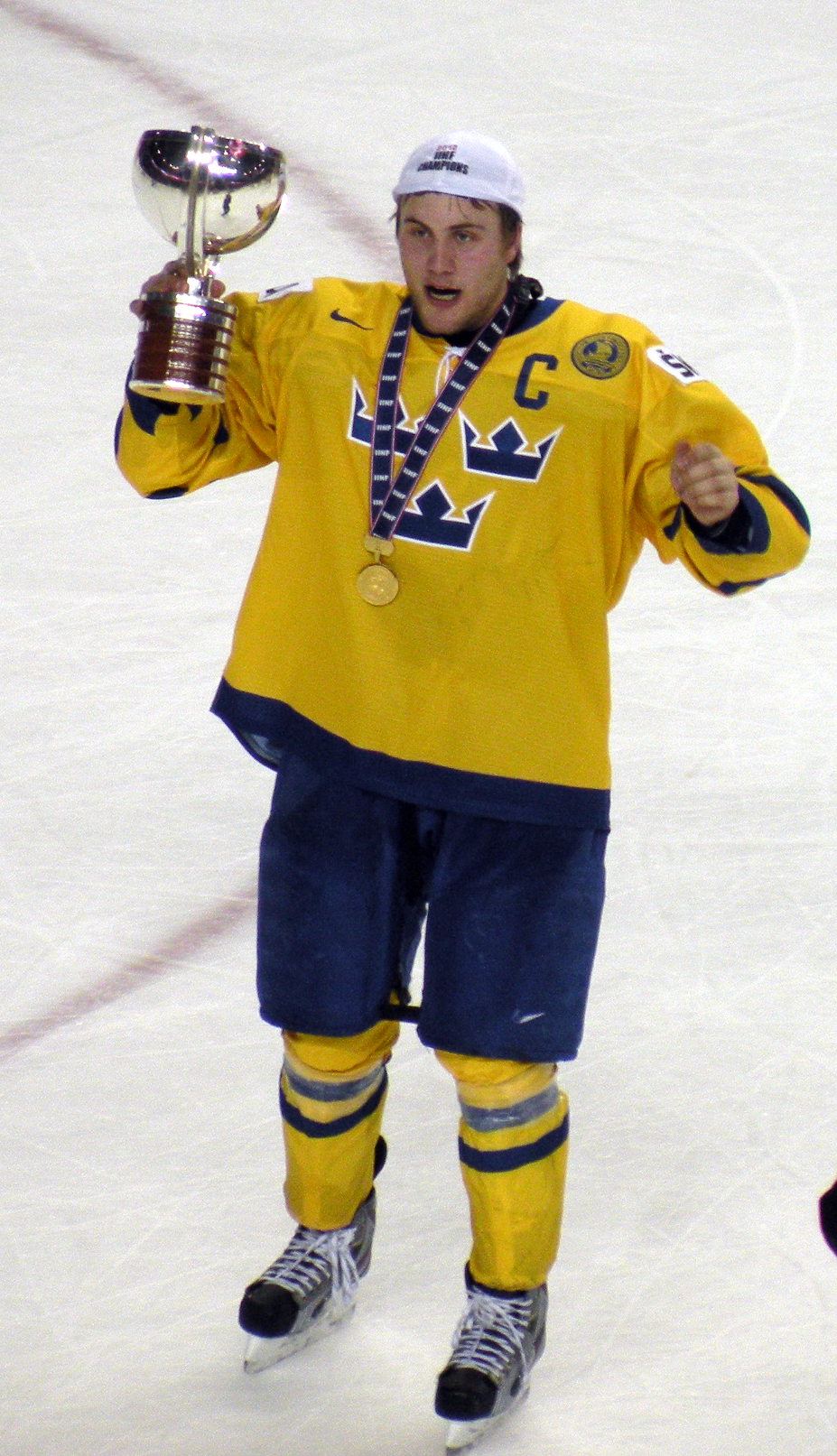
Schwedens Mannschaftskapitän Johan Larsson mit dem WM-Pokal

|  | Viertelfinale    | Viertelfinale | Viertelfinale |    |          | Halbfinale | Halbfinale | Halbfinale |    |        | Finale           | Finale           | Finale           |
|  |                  |               |               |    |          |            |            |            |    |        |                  |                  |                  |
|  |                  |               |               |    |          | A1         | Schweden   | 3          |    |        |                  |                  |                  |
|  | B2               | Finnland      | 8             |    |          | B2         | Finnland   | 2          |    |        |                  |                  |                  |
|  | A3               | Slowakei      | 5             |    |          |            |            |            |    | A1     | Schweden         | 1                |                  |
|  |                  |               |               |    | A2       | Russland   | 0          |            |    |        |                  |                  |                  |
|  |                  |               |               | B1 | Kanada   | 5          |            |            |    |        |                  |                  |                  |
|  | A2               | Russland      | 2             |    |          | A2         | Russland   | 6          |    |        | Spiel um Platz 3 | Spiel um Platz 3 | Spiel um Platz 3 |
|  | B3               | Tschechien    | 1             |    |          |            |            |            | B1 | Kanada | 4                |                  |                  |
|  |                  |               |               | B2 | Finnland | 0          |            |            |    |        |                  |                  |                  |
|  |                  |               |               |    |          |            |            |            |    |        |                  |                  |                  |
|  | Spiel um Platz 5 |               |               |    |          |            |            |            |    |        |                  |                  |                  |
|  | B3               | Tschechien    | 5             |    |          |            |            |            |    |        |                  |                  |                  |
|  | A3               | Slowakei      | 2             |    |          |            |            |            |    |        |                  |                  |                  |

#### Viertelfinale
| 2. Januar 2012 15:00 Uhr | 2. Januar 2012 23:00 Uhr | Finnland J. Armia (4:29) R. Hämäläinen (14:32) Mi. Granlund (25:32) Ma. Granlund (26:46) Ma. Granlund (29:53) A. Barkov (31:45) J. Donskoi (52:51) T. Pulkkinen (53:38) | 8:5 (2:2, 4:1, 2:2) Spielbericht | Slowakei M. Chovan (14:24) M. Tvrdoň (19:30) R. Mráz (33:36) M. Ďaloga (44:59) M. Daňo (59:30) | Scotiabank Saddledome, Calgary Zuschauer: 14.558 |

| 2. Januar 2012 19:00 Uhr | 3. Januar 2012 3:00 Uhr | Russland D. Apalkow (32:47) G. Scheldakow (61:30) | 2:1 n. V. (0:0, 1:1, 0:0, 1:0) Spielbericht | Tschechien J. Culek (27:16) | Scotiabank Saddledome, Calgary Zuschauer: 16.581 |

#### Spiel um Platz 5

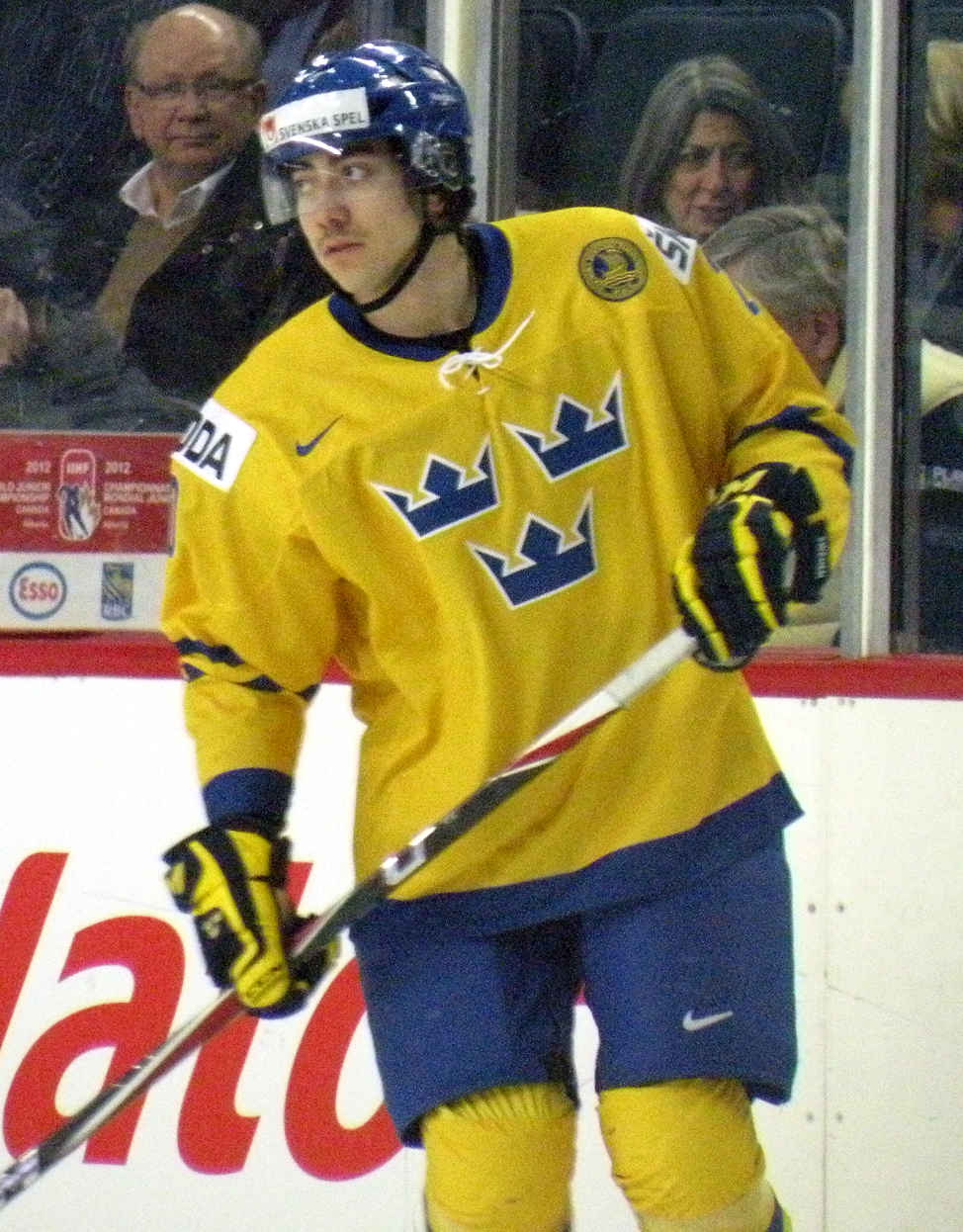
Mika Zibanejad erzielte den einzigen Treffer des Finalspiels

| 4. Januar 2012 19:00 Uhr | 5. Januar 2012 3:00 Uhr | Tschechien R. Faksa (5:15) P. Holík (13:37) V. Mozík (16:46) D. Uher (36:23) T. Filippi (42:32) | 5:2 (3:0, 1:1, 1:1) Spielbericht | Slowakei M. Bubela (34:17) M. Chovan (46:24) | Scotiabank Saddledome, Calgary Zuschauer: 12.923 |

#### Halbfinale
| 3. Januar 2012 15:00 Uhr | 3. Januar 2012 23:00 Uhr | Schweden W. Karlsson (43:11) M. Friberg (58:16) M. Friberg (PS) | 3:2 n. P. (0:1, 0:1, 2:0, 0:0, 1:0) Spielbericht | Finnland A. Ruuttu (18:29) J. Armia (35:30) | Scotiabank Saddledome, Calgary Zuschauer: 15.690 |

| 3. Januar 2012 19:00 Uhr | 4. Januar 2012 3:00 Uhr | Kanada B. Connolly (22:37) D. Hamilton (49:20) J. Schwartz (49:43) B. Gallagher (51:59) B. Gormley (54:17) | 5:6 (0:2, 1:3, 4:1) Spielbericht | Russland J. Kusnezow (7:26) N. Nesterow (13:50) J. Kusnezow (24:24) J. Kusnezow (28:48) A. Chochlatschow (30:30) N. Kutscherow (47:54) | Scotiabank Saddledome, Calgary Zuschauer: 19.289 |

#### Spiel um Platz 3
| 5. Januar 2012 13:30 Uhr | 5. Januar 2012 21:30 Uhr | Kanada T. Pearson (9:08) M. Scheifele (25:35) Q. Howden (39:29) Q. Howden (57:35) | 4:0 (1:0, 2:0, 1:0) Spielbericht | Finnland | Scotiabank Saddledome, Calgary Zuschauer: 18.595 |

#### Finale
| 5. Januar 2012 18:00 Uhr | 6. Januar 2012 2:00 Uhr | Schweden M. Zibanejad (70:09) | 1:0 n. V. (0:0, 0:0, 0:0, 1:0) Spielbericht | Russland | Scotiabank Saddledome, Calgary Zuschauer: 18.722 |

### Statistik

#### Beste Scorer

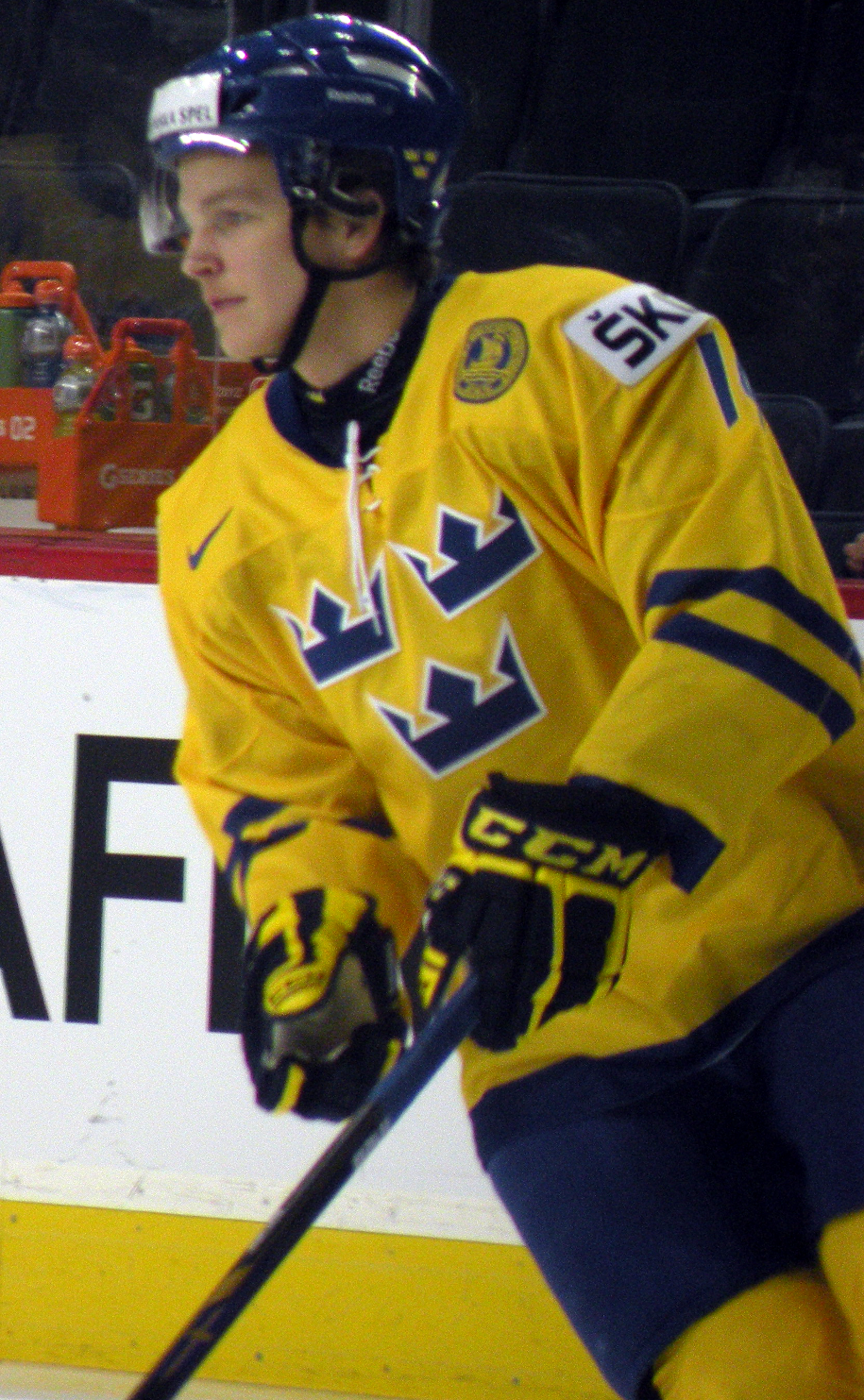
Max Friberg war der beste Torschütze der U20-Weltmeisterschaft

Abkürzungen: Sp = Spiele, T = Tore, V = Assists, Pkt = Punkte, +/− = Plus/Minus, SM = Strafminuten; Fett: Turnierbestwert
| Spieler            | Team     | Sp | T | V | Pkt | +/− | SM |
| ------------------ | -------- | -- | - | - | --- | --- | -- |
| Jewgeni Kusnezow   | Russland | 7  | 6 | 7 | 13  | +6  | 4  |
| Max Friberg        | Schweden | 6  | 9 | 2 | 11  | +4  | 22 |
| Mikael Granlund    | Finnland | 7  | 2 | 9 | 11  | +4  | 0  |
| Mark Stone         | Kanada   | 6  | 7 | 3 | 10  | +10 | 2  |
| Teemu Pulkkinen    | Finnland | 7  | 6 | 4 | 10  | +4  | 2  |
| Ryan Strome        | Kanada   | 6  | 3 | 6 | 9   | +9  | 8  |
| Austin Watson      | USA      | 6  | 3 | 6 | 9   | +6  | 0  |
| Nikita Gussew      | Russland | 7  | 3 | 6 | 9   | +5  | 0  |
| Jonathan Huberdeau | Kanada   | 6  | 1 | 8 | 9   | +8  | 16 |
| Nail Jakupow       | Russland | 7  | 0 | 9 | 9   | +4  | 6  |

#### Beste Torhüter
Abkürzungen: Sp = Spiele, Min = Eiszeit (in Minuten), GT = Gegentore, SO = Shutouts, Sv% = gehaltene Schüsse (in %), GTS = Gegentorschnitt; Fett: Turnierbestwert
| Spieler            | Team       | Sp | Min    | GT | SO | Sv%   | GTS  |
| ------------------ | ---------- | -- | ------ | -- | -- | ----- | ---- |
| Andrei Wassilewski | Russland   | 5  | 298:31 | 10 | 2  | 95,31 | 2,01 |
| Mark Visentin      | Kanada     | 4  | 210:08 | 5  | 1  | 94,38 | 1,43 |
| Sami Aittokallio   | Finnland   | 5  | 310:00 | 13 | 1  | 93,69 | 2,52 |
| Petr Mrázek        | Tschechien | 6  | 361:30 | 15 | 1  | 92,79 | 2,49 |
| Scott Wedgewood    | Kanada     | 3  | 148:48 | 6  | 1  | 91,55 | 2,42 |

### Abschlussplatzierungen

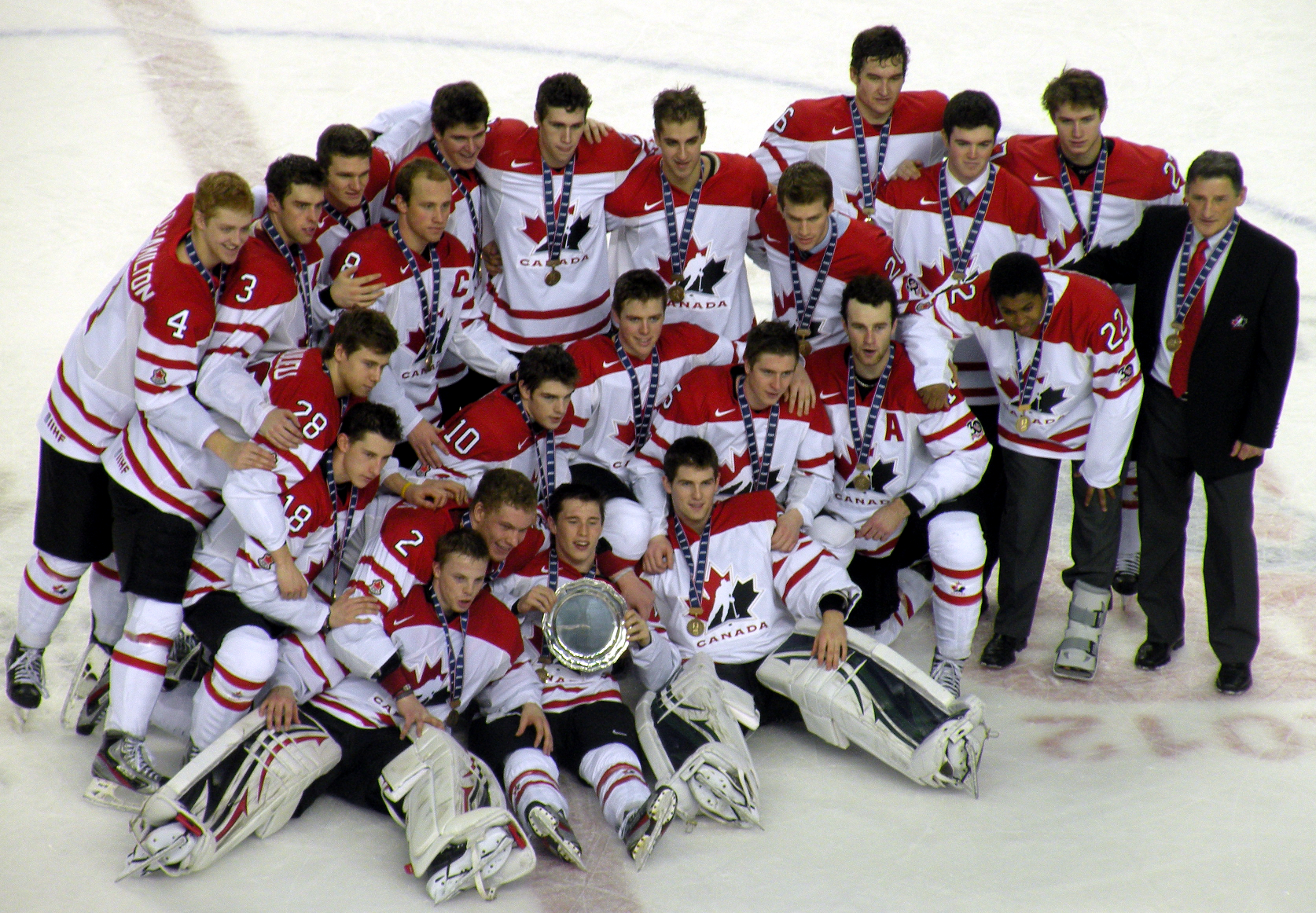
Das kanadische Team posiert nach dem Gewinn der Bronzemedaille

| Pl. | Team       |
| --- | ---------- |
| 1   | Schweden   |
| 2   | Russland   |
| 3   | Kanada     |
| 4   | Finnland   |
| 5   | Tschechien |
| 6   | Slowakei   |
| 7   | USA        |
| 8   | Schweiz    |
| 9   | Lettland   |
| 10  | Dänemark   |

### Titel, Auf- und Abstieg

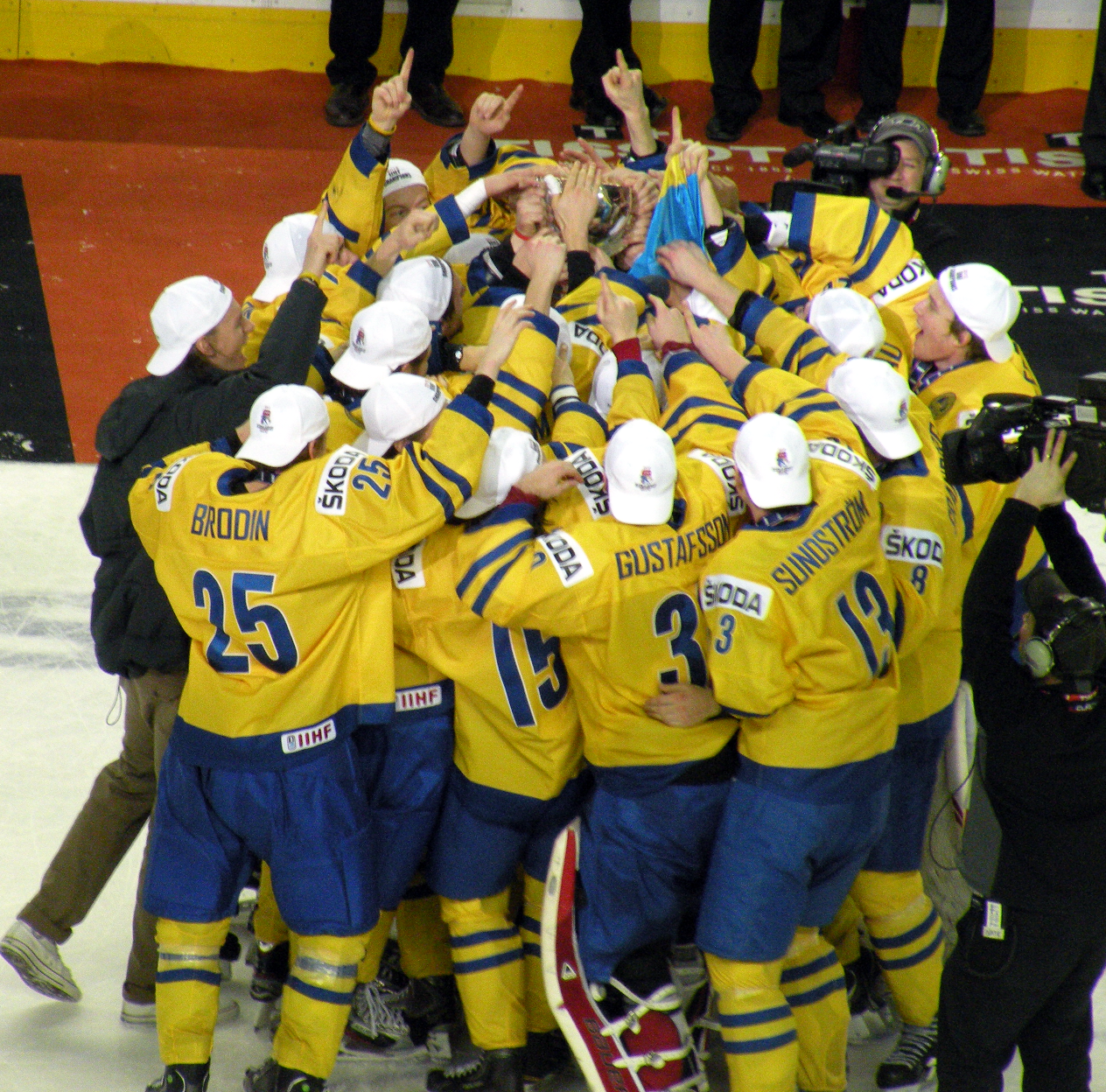
Schweden feiert den ersten Titelgewinn in der U20-Klasse seit 31 Jahren

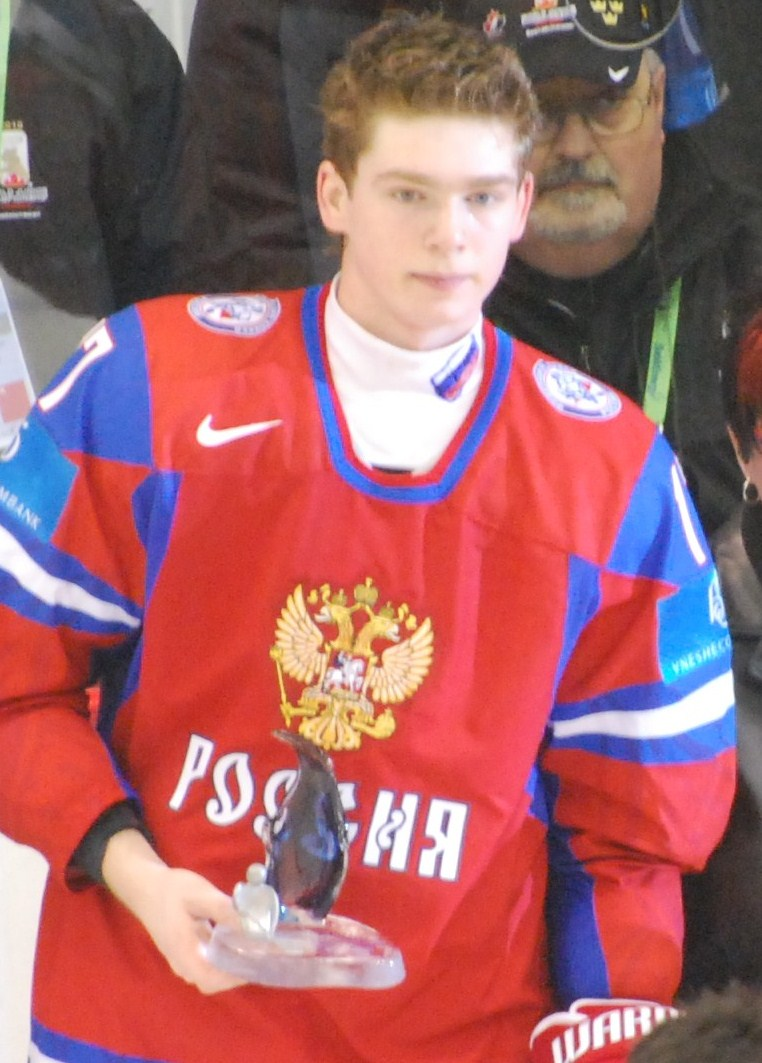
Der Russe Jewgeni Kusnezow erhielt zahlreiche Auszeichnungen und war zudem Topscorer des Turniers

| Weltmeister Schweden | Mattias Bäckman, Jeremy Boyce-Rotevall, Jonas Brodin, Fredrik Claesson, Sebastian Collberg, Anton Forsberg, Filip Forsberg, Max Friberg, Petter Granberg, Johan Gustafsson, William Karlsson, Oscar Klefbom, John Klingberg, Johan Larsson, Johan Mattsson, Patrik Nemeth, Joakim Nordström, Rickard Rakell, Victor Rask, Ludvig Rensfeldt, Johan Sundström, Erik Thorell, Mika Zibanejad Trainer: Roger Rönnberg |

| Silber Russland | Wiktor Antipin, Daniil Apalkow, Sachar Arsamaszew, Sergei Barbaschow, Alexander Chochlatschow, Michail Grigorenko, Nikita Gussew, Ildar Issangulow, Nail Jakupow, Jaroslaw Kossow, Sergei Kostenko, Pawel Kulikow, Jewgeni Kusnezow, Nikita Kutscherow, Andrei Makarow, Michail Naumenkow, Nikita Nesterow, Igor Oschiganow, Grigori Scheldakow, Ignat Semtschenko, Artjom Sergejew, Iwan Telegin, Andrei Wassilewski Trainer: Waleri Bragin |

| Bronze Kanada | Nathan Beaulieu, Michaël Bournival, Brett Connolly, Brendan Gallagher, Brandon Gormley, Dougie Hamilton, Freddie Hamilton, Scott Harrington, Quinton Howden, Jonathan Huberdeau, Boone Jenner, Ryan Murray, Jamie Oleksiak, Tanner Pearson, Mark Pysyk, Mark Scheifele, Jaden Schwartz, Devante Smith-Pelly, Mark Stone, Ryan Strome, Mark Visentin, Scott Wedgewood Trainer: Don Hay |

| Absteiger in die Division IA:   | Dänemark    |
| Aufsteiger in die Top-Division: | Deutschland |

### Auszeichnungen
Spielertrophäen
| Auszeichnung         | Spieler          | Team       |
| -------------------- | ---------------- | ---------- |
| Wertvollster Spieler | Jewgeni Kusnezow | Russland   |
| Bester Torhüter      | Petr Mrázek      | Tschechien |
| Bester Verteidiger   | Brandon Gormley  | Kanada     |
| Bester Stürmer       | Jewgeni Kusnezow | Russland   |

All-Star-Team
| Angriff:      | Max Friberg – Mikael Granlund – Jewgeni Kusnezow |
| Verteidigung: | Oscar Klefbom – Brandon Gormley                  |
| Tor:          | Petr Mrázek                                      |

## Division I

### Gruppe A in Garmisch-Partenkirchen, Deutschland

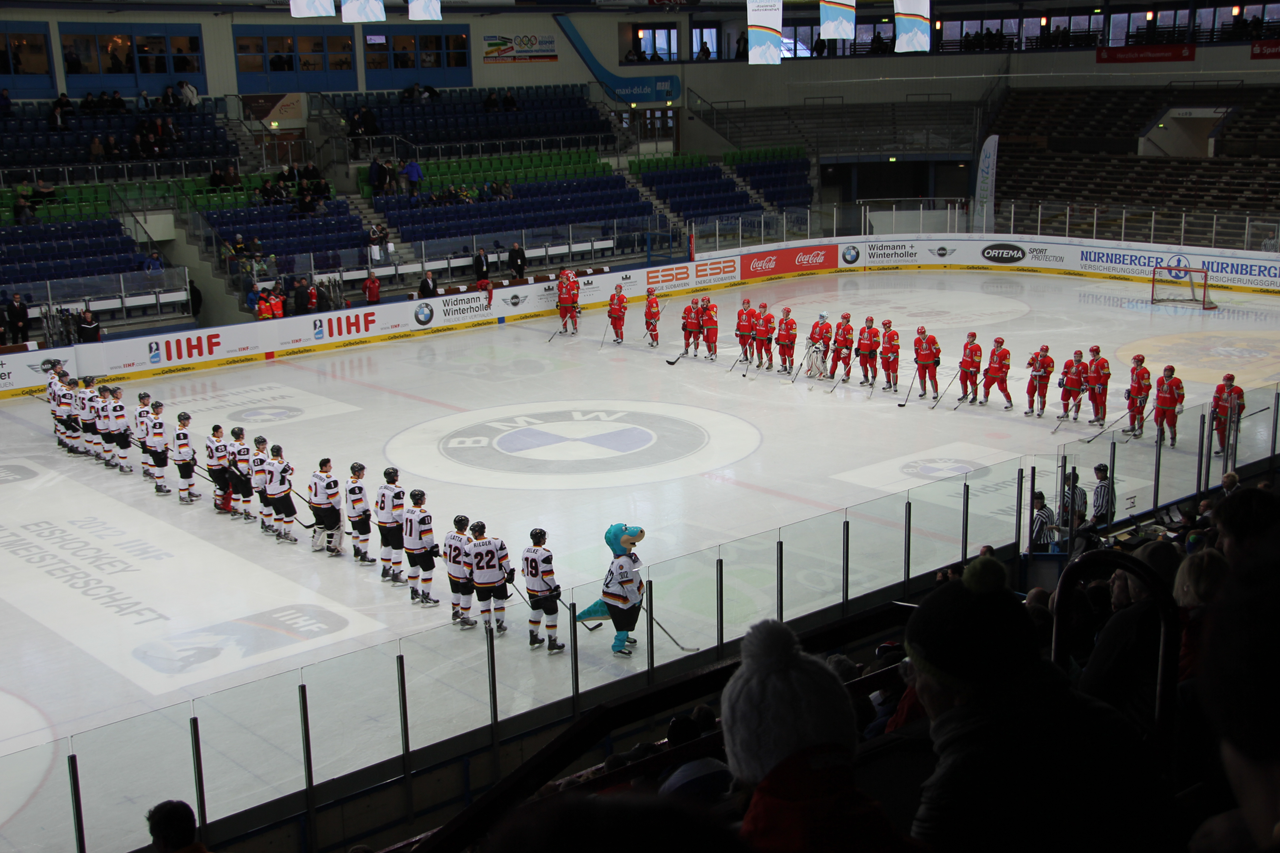
Aufstellung der Mannschaften aus Deutschland und Belarus vor dem Spiel

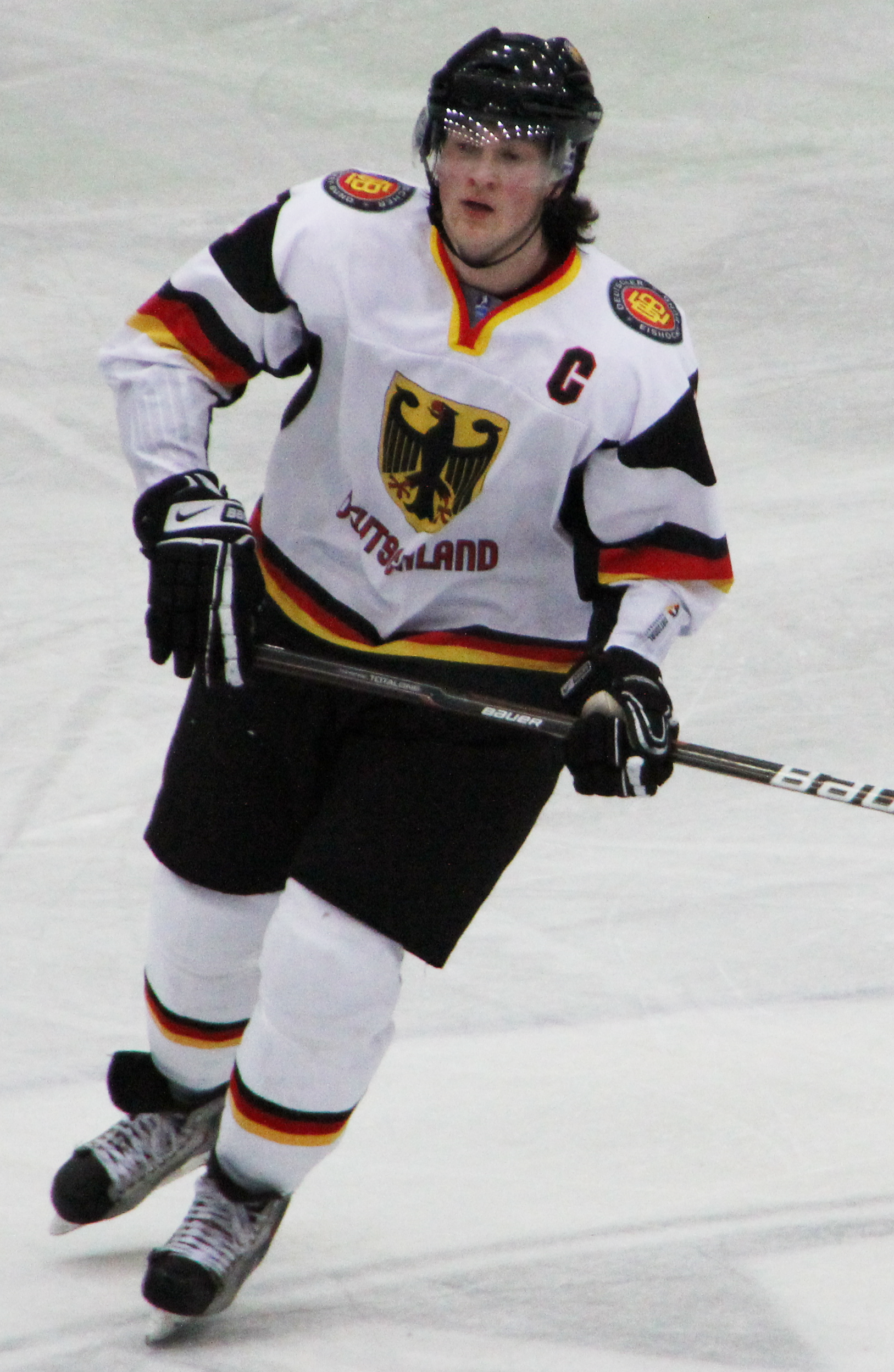
Der Deutsche Konrad Abeltshauser wurde zum besten Verteidiger des Turniers gewählt

Das Turnier der Gruppe A wurde vom 11. bis 17. Dezember 2011 im deutschen Garmisch-Partenkirchen ausgetragen. Die Spiele fanden im 6.926 Zuschauer fassenden Olympia-Eissport-Zentrum statt. Insgesamt besuchten 7.379 Zuschauer die 15 Turnierspiele, was einem Schnitt von 491 pro Partie entspricht.
Nach dem Abstieg im Vorjahr gelang der deutschen U20-Auswahl der direkte Wiederaufstieg in die Top-Division. In der Gruppe ließen die mit einigen Übersee-Legionären besetzten Deutschen die Mannschaften aus Belarus und Norwegen hinter sich. Gegen beide Mannschaften lieferte sich das Team von Trainer Ernst Höfner enge Spiele, siegte aber mit 2:1 gegen die Belarussen und drehte die entscheidende Partie gegen Norwegen in der Schlussphase zu einem 5:3-Sieg. In die Division IB stiegen die Briten ab, die alle Spiele verloren, und auch im entscheidenden Duell gegen Österreich chancenlos waren.
Als Topscorer ging der deutsche Stürmer Tobias Rieder aus dem Turnier hervor. Er verbuchte 13 Scorerpunkte in fünf Partien und war mit acht Vorlagen zugleich bester Torvorbereiter. Den Titel des Torschützenkönigs teilte er sich mit dem Norweger Jonas Knutsen. Beide kamen auf fünf Treffer. Die Auszeichnung zum besten Stürmer erhielt der Norweger Sondre Olden; die des besten Verteidigers der Deutsche Konrad Abeltshauser. Auf der Torhüterposition wurde der deutsche Schlussmann Mathias Niederberger ausgezeichnet.
| 11. Dezember 2011 12:30 Uhr | Großbritannien J. Lewis (5:17) A. Connolly (9:03) | 2:5 (2:2, 0:1, 0:2) Spielbericht | Norwegen O. D. Bruun Setsaas (14:10) J. Knutsen (17:55) M. Hoff (37:00) S. Olden (40:30) M. Hoff (40:38) | Olympia-Eissport-Zentrum, Garmisch-Partenkirchen Zuschauer: 150 |

| 11. Dezember 2011 16:00 Uhr | Belarus M. Parfejewez (49:19) | 1:2 (0:0, 0:1, 1:1) Spielbericht | Deutschland B. Keil (33:43) N. Krämmer (51:00) | Olympia-Eissport-Zentrum, Garmisch-Partenkirchen Zuschauer: 1.200 |

| 11. Dezember 2011 19:30 Uhr | Österreich K. Macierzynski (15:55) D. Rassl (26:15) | 2:3 n. P. (1:0, 1:2, 0:0, 0:0, 0:1) Spielbericht | Slowenien G. Koblar (36:48) G. Koren (39:29) G. Kopitar (PS) | Olympia-Eissport-Zentrum, Garmisch-Partenkirchen Zuschauer: 200 |

| 12. Dezember 2011 15:30 Uhr | Slowenien Ž. Pešut (1:34) G. Koren (3:31) Ž. Pešut (4:31) M. Štebih (13:20) G. Kopitar (16:22) P. Bizalj (19:21) Ž. Pešut (33:35) P. Bizalj (44:52) | 8:0 (6:0, 1:0, 1:0) Spielbericht | Großbritannien | Olympia-Eissport-Zentrum, Garmisch-Partenkirchen Zuschauer: 96 |

| 12. Dezember 2011 19:00 Uhr | Deutschland R. Gelke (10:11) L. Pföderl (17:38) T. Rieder (19:55) T. Rieder (20:51) M. Noebels (21:40) S. Uvira (22:24) T. Rieder (23:21) T. Rieder (29:17) M. Renner (35:32) R. Gelke (40:50) M. Höfflin (53:50) | 11:2 (3:0, 6:1, 2:1) Spielbericht | Österreich C. Ofner (39:55) P. Obrist (56:35) | Olympia-Eissport-Zentrum, Garmisch-Partenkirchen Zuschauer: 1.236 |

| 13. Dezember 2011 17:00 Uhr | Norwegen M. Hoff (39:18) J. Knutsen (58:58) | 2:3 (0:1, 1:0, 1:2) Spielbericht | Belarus A. Abmjotka (2:44) J. Ljawonau (46:00) J. Chuzejeu (51:04) | Olympia-Eissport-Zentrum, Garmisch-Partenkirchen Zuschauer: 156 |

| 14. Dezember 2011 12:30 Uhr | Großbritannien A. Melachrino (50:17) J. Chilcott (56:42) | 2:10 (0:2, 0:6, 2:2) Spielbericht | Belarus A. Mochoreu (2:43) R. Hrabarenka (9:30) J. Samochin (21:37) A. Ljauko (27:17) A. Skabelka (29:27) A. Skabelka (30:07) D. Dalidowitsch (32:15) D. Dalidowitsch (37:36) J. Ahejenka (43:03) J. Serakou (53:16) | Olympia-Eissport-Zentrum, Garmisch-Partenkirchen Zuschauer: 84 |

| 14. Dezember 2011 16:00 Uhr | Norwegen O. S. Johannessen (2:35) M. Haga (8:24) S. Olden (10:17) M. Hoff (41:05) S. Valde (58:45) | 5:2 (3:0, 0:2, 2:0) Spielbericht | Österreich M. Seidl (28:07) P. Obrist (33:07) | Olympia-Eissport-Zentrum, Garmisch-Partenkirchen Zuschauer: 177 |

| 14. Dezember 2011 19:30 Uhr | Deutschland M. Noebels (15:30) N. Latta (16:30) R. Gelke (49:06) B. Keil (58:38) M. Noebels (59:53) | 5:2 (2:2, 0:0, 3:0) Spielbericht | Slowenien G. Koren (1:55) T. Čimžar (18:11) | Olympia-Eissport-Zentrum, Garmisch-Partenkirchen Zuschauer: 1.011 |

| 15. Dezember 2011 19:00 Uhr | Deutschland M. Noebels (3:42) T. Rieder (12:24) T. Merl (15:35) M. Höfflin (16:04) L. Pföderl (22:08) N. Latta (29:22) D. Elsner (30:06) N. Krämmer (44:15) K. Keller (48:20) D. Elsner (55:13) N. Latta (56:13) | 11:1 (4:0, 3:0, 4:1) Spielbericht | Großbritannien A. Connolly (59:06) | Olympia-Eissport-Zentrum, Garmisch-Partenkirchen Zuschauer: 815 |

| 16. Dezember 2011 15:30 Uhr | Belarus J. Ljawonau (0:37) R. Hrabarenka (5:30) S. Lapatschuk (19:18) A. Skabelka (26:24) M. Parfejewez (55:41) J. Chuzejeu (56:12) | 6:2 (3:1, 1:1, 2:0) Spielbericht | Österreich K. Komarek (5:53) K. Macierzynski (27:25) | Olympia-Eissport-Zentrum, Garmisch-Partenkirchen Zuschauer: 104 |

| 16. Dezember 2011 19:00 Uhr | Slowenien R. Leber (13:24) | 1:4 (1:1, 0:2, 0:1) Spielbericht | Norwegen J. Knutsen (9:16) J. Knutsen (20:24) A. Reichenberg (30:38) A. Saxrud Danielsen (41:36) | Olympia-Eissport-Zentrum, Garmisch-Partenkirchen Zuschauer: 149 |

| 17. Dezember 2011 12:30 Uhr | Österreich C. Sternat (36:59) J. Bischofberger (48:06) M. Göhringer (54:39) | 3:1 (0:0, 1:1, 2:0) Spielbericht | Großbritannien A. Melachrino (25:35) | Olympia-Eissport-Zentrum, Garmisch-Partenkirchen Zuschauer: 142 |

| 17. Dezember 2011 16:00 Uhr | Slowenien G. Koren (18:49) G. Kopitar (PS) | 2:1 n. P. (1:1, 0:0, 0:0, 0:0, 1:0) Spielbericht | Belarus J. Ljawonau (5:38) | Olympia-Eissport-Zentrum, Garmisch-Partenkirchen Zuschauer: 231 |

| 17. Dezember 2011 19:30 Uhr | Norwegen O. D. Bruun Setsaas (36:33) J. Knutsen (45:03) M. Trettenes (46:04) | 3:5 (0:1, 1:1, 2:3) Spielbericht | Deutschland L. Pföderl (16:12) A. Pauli (20:29) K. Abeltshauser (55:05) D. Elsner (57:48) D. Elsner (58:14) | Olympia-Eissport-Zentrum, Garmisch-Partenkirchen Zuschauer: 1.628 |

| Pl. |                | Sp | S | OTS | OTN | N | Tore  | Punkte |
| 1.  | Deutschland    | 5  | 5 | 0   | 0   | 0 | 34:09 | 15     |
| 2.  | Belarus        | 5  | 3 | 0   | 1   | 1 | 21:10 | 10     |
| 3.  | Norwegen       | 5  | 3 | 0   | 0   | 2 | 19:13 | 9      |
| 4.  | Slowenien      | 5  | 1 | 2   | 0   | 2 | 16:12 | 7      |
| 5.  | Österreich     | 5  | 1 | 0   | 1   | 3 | 11:26 | 4      |
| 6.  | Großbritannien | 5  | 0 | 0   | 0   | 5 | 06:37 | 0      |

Abkürzungen: Pl. = Platz, Sp = Spiele, S = Siege, OTS = Siege nach Verlängerung (Overtime) oder Penaltyschießen, OTN = Niederlagen nach Verlängerung oder Penaltyschießen, N = Niederlagen

Erläuterungen: Aufsteiger in die Top-Division, Absteiger in die Division IB

#### Division-IA-Siegermannschaft: Deutschland
| Division-IA-Aufsteiger Deutschland | Konrad Abeltshauser, David Elsner, Richard Gelke, Henry Haase, Jimmy Hertel, Mirko Höfflin, Bernhard Keil, Kilian Keller, Nico Krämmer, Stephan Kronthaler, Nick Latta, Corey Mapes, Thomas Merl, Mathias Niederberger, Marcel Noebels, Andreas Pauli, Leonhard Pföderl, Maximilian Renner, Tobias Rieder, Lukas Steinhauer, Thomas Supis, Sebastian Uvira, Pascal Zerressen Trainer: Ernst Höfner |

### Gruppe B in Tychy, Polen
Das Turnier der Gruppe B wurde vom 12. bis 18. Dezember 2011 im polnischen Tychy ausgetragen. Die Spiele fanden im 2.535 Zuschauer fassenden Stadion Zimowy statt. Insgesamt besuchten 11.900 Zuschauer die 15 Turnierspiele, was einem Schnitt von 793 pro Partie entspricht.
Bereits vor dem letzten Spieltag sicherten sich die Franzosen, die erst im Vorjahr den Aufstieg in die Division I geschafft hatten, den Aufstieg in die Division IA. Zwar siegten die Franzosen in den entscheidenden Partien gegen Kasachstan und Italien jeweils knapp mit 2:1, doch reichten diese Siege trotz einer abschließenden Niederlage gegen die gastgebenden Polen zum souveränen Aufstieg. Den Kampf gegen den Abstieg entschieden die Kroaten für sich, die Japan im abschließenden Spiel mit 4:3 schlugen.
Als Topscorer ging der polnische Stürmer Damian Kapica aus dem Turnier hervor. Er verbuchte zehn Scorerpunkte in fünf Partien und war mit sechs Toren zugleich bester Torschütze. Den Titel des besten Torvorbereiters errang sein Mannschaftskollege Mateusz Michalski. Er bereitete sieben Treffer vor. Die Auszeichnung zum besten Stürmer erhielt der Kroate Borna Rendulić; die des besten Verteidigers der Franzose Aziz Baazzi. Auf der Torhüterposition wurde der kasachische Schlussmann Pawel Poluektow ausgezeichnet.
| 12. Dezember 2011 13:00 Uhr | Frankreich M. Serer (18:51) N. Ritz (56:19) | 2:1 (1:0, 0:1, 1:0) Spielbericht | Italien A. Frei (39:31) | Stadion Zimowy, Tychy Zuschauer: 350 |

| 12. Dezember 2011 16:30 Uhr | Japan M. Furuhashi (21:25) | 1:2 (0:1, 1:0, 0:1) Spielbericht | Kasachstan M. Rachmanow (13:08) J. Tolepbergen (55:48) | Stadion Zimowy, Tychy Zuschauer: 150 |

| 12. Dezember 2011 20:00 Uhr | Polen D. Kapica (14:57) A. Domogała (16:36) D. Kapica (19:38) D. Kapica (29:08) K. Kalinowski (31:35) D. Kapica (35:41) D. Kapica (39:57) D. Kapica (45:32) M. Pawelski (59:38) | 9:1 (3:0, 4:1, 2:0) Spielbericht | Kroatien I. Lazić (39:35) | Stadion Zimowy, Tychy Zuschauer: 1.800 |

| 13. Dezember 2011 13:00 Uhr | Italien M. Stevan (7:06) F. Ebner (13:42) J. Waldner (17:42) M. Messner (22:21) G. Vinatzer (28:49) M. Sullmann-Pilser (32:21) F. Ebner (39:30) | 7:2 (3:1, 4:0, 0:1) Spielbericht | Japan M. Furuhashi (14:54) R. Ōmiya (55:16) | Stadion Zimowy, Tychy Zuschauer: 150 |

| 13. Dezember 2011 16:30 Uhr | Kroatien L. Mikulić (4:55) | 1:8 (1:0, 0:4, 0:4) Spielbericht | Frankreich R. Gutierrez (23:16) D. Thillet (27:47) N. Abramov (34:16) H. Vinatier (36:01) A. Rech (43:19) N. Abramov (51:48) D. Thillet (53:02) N. Ritz (53:31) | Stadion Zimowy, Tychy Zuschauer: 200 |

| 13. Dezember 2011 20:00 Uhr | Kasachstan D. Kostarew (11:47) D. Kenbayew (54:18) | 2:0 (1:0, 0:0, 1:0) Spielbericht | Polen | Stadion Zimowy, Tychy Zuschauer: 1.800 |

| 15. Dezember 2011 13:00 Uhr | Frankreich M. Joly (2:33) N. Ritz (23:07) Y. Millet (28:58) N. Thos (53:21) Y. Millet (53:47) | 5:0 (1:0, 2:0, 2:0) Spielbericht | Japan | Stadion Zimowy, Tychy Zuschauer: 450 |

| 15. Dezember 2011 16:30 Uhr | Kasachstan W. Grebenschikow (11:58) R. Aldamscharow (15:38) D. Bogomolow (31:13) M. Schabunin (56:50) | 4:3 (2:1, 1:2, 1:0) Spielbericht | Kroatien M. Šakić (18:07) I. Kaleb (26:54) B. Rendulić (39:40) | Stadion Zimowy, Tychy Zuschauer: 150 |

| 15. Dezember 2011 20:00 Uhr | Italien R. Andergassen (4:19) M. Castlunger (18:44) A. Trivellato (34:14) M. Sullmann-Pilser (48:09) | 4:2 (2:0, 1:1, 1:1) Spielbericht | Polen M. Michalski (25:32) K. Kalinowski (40:10) | Stadion Zimowy, Tychy Zuschauer: 2.000 |

| 16. Dezember 2011 13:00 Uhr | Kasachstan R. Aldamscharow (31:21) | 1:2 (0:0, 1:1, 0:1) Spielbericht | Frankreich J. Bedin (21:45) N. Abramov (49:53) | Stadion Zimowy, Tychy Zuschauer: 400 |

| 16. Dezember 2011 16:30 Uhr | Kroatien B. Rendulić (2:49) L. Marković (16:14) P. Trstenjak (25:34) | 3:1 (2:1, 1:0, 0:0) Spielbericht | Italien M. Sullmann-Pilser (1:19) | Stadion Zimowy, Tychy Zuschauer: 350 |

| 16. Dezember 2011 20:00 Uhr | Japan K. Yamada (16:07) R. Ōmiya (24:20) M. Furuhashi (61:29) | 3:2 n. V. (1:0, 1:1, 0:1, 1:0) Spielbericht | Polen M. Michalski (27:52) K. Kalinowski (44:18) | Stadion Zimowy, Tychy Zuschauer: 1.600 |

| 18. Dezember 2011 13:00 Uhr | Kroatien L. Mikulić (24:55) I. Lazić (31:58) B. Rendulić (35:32) I. Lazić (52:12) | 4:3 (0:0, 3:2, 1:1) Spielbericht | Japan I. Ikeda (20:45) K. Kido (25:50) K. Yamada (59:35) | Stadion Zimowy, Tychy Zuschauer: 200 |

| 18. Dezember 2011 16:30 Uhr | Italien A. Frei (64:49) | 1:0 n. V. (0:0, 0:0, 0:0, 1:0) Spielbericht | Kasachstan | Stadion Zimowy, Tychy Zuschauer: 300 |

| 18. Dezember 2011 20:00 Uhr | Polen M. Wypasek (11:23) K. Kalinowski (29:13) L. Nalewajka (49:26) | 3:2 (1:0, 1:1, 1:1) Spielbericht | Frankreich N. Abramov (24:18) A. Baazi (59:57) | Stadion Zimowy, Tychy Zuschauer: 2.000 |

| Pl. |            | Sp | S | OTS | OTN | N | Tore  | Punkte |
| 1.  | Frankreich | 5  | 4 | 0   | 0   | 1 | 19:06 | 12     |
| 2.  | Kasachstan | 5  | 3 | 0   | 1   | 1 | 09:07 | 10     |
| 3.  | Italien    | 5  | 2 | 1   | 0   | 2 | 14:09 | 8      |
| 4.  | Polen      | 5  | 2 | 0   | 1   | 2 | 16:12 | 7      |
| 5.  | Kroatien   | 5  | 2 | 0   | 0   | 3 | 12:25 | 6      |
| 6.  | Japan      | 5  | 0 | 1   | 0   | 4 | 09:20 | 2      |

Abkürzungen: Pl. = Platz, Sp = Spiele, S = Siege, OTS = Siege nach Verlängerung (Overtime) oder Penaltyschießen, OTN = Niederlagen nach Verlängerung oder Penaltyschießen, N = Niederlagen

Erläuterungen: Aufsteiger in die Division IA, Absteiger in die Division IIA

#### Division-IB-Siegermannschaft: Frankreich
| Division-IB-Aufsteiger Frankreich | Norbert Abramov, Jérémy Arès, Aziz Baazzi, Juliàn Barrier-Heyligen, Joris Bedin, Antoine Bonvalot, Mathieu Briand, Martin Charpentier, Florian Chakiachvili, Aurélien Dorey, Raphaël Faure, Romain Gutierrez, Maxime Joly, Nicolas Leclerc, Vincent Llorca, Yann Millet, Anthony Rech, Nicolas Ritz, Marius Serer, Dimitri Thillet, Nicolas Thos, Hugo Vinatier Trainer: Lionel Charrier |

### Auf- und Abstieg
| Absteiger in die Division IA:   | Dänemark       |
| Aufsteiger in die Top-Division: | Deutschland    |
| Absteiger in die Division IB:   | Großbritannien |
| Aufsteiger in die Division IA:  | Frankreich     |
| Absteiger in die Division IIA:  | Japan          |
| Aufsteiger in die Division IB:  | Ukraine        |

## Division II

### Gruppe A in Donezk, Ukraine
Das Turnier der Gruppe A wurde vom 12. bis 18. Dezember 2011 im ukrainischen Donezk ausgetragen. Die Spiele fanden im 4.130 Zuschauer fassenden Druschba-Sportpalast statt. Insgesamt besuchten 22.265 Zuschauer die 15 Turnierspiele, was einem Schnitt von 1.484 pro Partie entspricht.
Trotz einiger Startprobleme in das Turnier mit knappen Siegen über den späteren Absteiger Südkorea und Ungarn schafften die gastgebenden Ukrainer den Aufstieg in die Gruppe B der Division I. Die erst im Vorjahr abgestiegenen Ukrainer setzten sich mit dem Heimvorteil im entscheidenden Duell gegen Litauen mit 3:2 in der Verlängerung durch. Selbige waren ebenfalls schwer ins Turnier gestartet und hatten sich gegen Ungarn ebenfalls eine Niederlage in Penaltyschießen eingehandelt. Im Abstiegsduell zwischen den Niederlanden und Südkorea behielten die Europäer knapp die Oberhand und verblieben in der Gruppe A.
| 12. Dezember 2011 12:00 Uhr | Spanien | 5:0 (2:0, 1:0, 2:0) Spielbericht | Niederlande | Druschba-Sportpalast, Donezk Zuschauer: 666 |

| 12. Dezember 2011 15:30 Uhr | Ungarn | 2:1 n. P. (1:0, 0:0, 0:1, 0:0, 1:0) Spielbericht | Litauen | Druschba-Sportpalast, Donezk Zuschauer: 498 |

| 12. Dezember 2011 19:00 Uhr | Ukraine | 3:2 n. P. (0:1, 0:0, 2:1, 0:0, 1:0) Spielbericht | Südkorea | Druschba-Sportpalast, Donezk Zuschauer: 817 |

| 14. Dezember 2011 12:00 Uhr | Litauen | 6:2 (2:1, 1:1, 3:0) Spielbericht | Niederlande | Druschba-Sportpalast, Donezk Zuschauer: 839 |

| 14. Dezember 2011 15:30 Uhr | Südkorea | 3:4 (3:1, 0:1, 0:2) Spielbericht | Spanien | Druschba-Sportpalast, Donezk Zuschauer: 462 |

| 14. Dezember 2011 19:00 Uhr | Ukraine | 7:6 (3:2, 1:3, 3:1) Spielbericht | Ungarn | Druschba-Sportpalast, Donezk Zuschauer: 3.772 |

| 15. Dezember 2011 12:00 Uhr | Litauen | 2:0 (0:0, 1:0, 1:0) Spielbericht | Südkorea | Druschba-Sportpalast, Donezk Zuschauer: 1.100 |

| 15. Dezember 2011 15:30 Uhr | Ungarn | 3:4 (0:0, 0:3, 3:1) Spielbericht | Niederlande | Druschba-Sportpalast, Donezk Zuschauer: 425 |

| 15. Dezember 2011 19:00 Uhr | Ukraine | 4:0 (0:0, 2:0, 2:0) Spielbericht | Spanien | Druschba-Sportpalast, Donezk Zuschauer: 3.850 |

| 17. Dezember 2011 12:00 Uhr | Südkorea | 2:6 (1:2, 0:2, 1:2) Spielbericht | Ungarn | Druschba-Sportpalast, Donezk Zuschauer: 911 |

| 17. Dezember 2011 15:30 Uhr | Spanien | 4:8 (1:0, 2:5, 1:3) Spielbericht | Litauen | Druschba-Sportpalast, Donezk Zuschauer: 325 |

| 17. Dezember 2011 19:00 Uhr | Niederlande | 0:7 (0:1, 0:2, 0:4) Spielbericht | Ukraine | Druschba-Sportpalast, Donezk Zuschauer: 3.510 |

| 18. Dezember 2011 11:00 Uhr | Ungarn | 7:1 (3:0, 2:1, 2:0) Spielbericht | Spanien | Druschba-Sportpalast, Donezk Zuschauer: 723 |

| 18. Dezember 2011 14:30 Uhr | Niederlande | 3:2 n. P. (1:0, 1:2, 0:0, 0:0, 1:0) Spielbericht | Südkorea | Druschba-Sportpalast, Donezk Zuschauer: 448 |

| 18. Dezember 2011 18:00 Uhr | Litauen | 2:3 n. V. (0:1, 2:1, 0:0, 0:1) Spielbericht | Ukraine | Druschba-Sportpalast, Donezk Zuschauer: 3.919 |

| Pl. |             | Sp | S | OTS | OTN | N | Tore  | Punkte |
| 1.  | Ukraine     | 5  | 3 | 2   | 0   | 0 | 24:10 | 13     |
| 2.  | Litauen     | 5  | 3 | 0   | 2   | 0 | 19:11 | 11     |
| 3.  | Ungarn      | 5  | 2 | 1   | 0   | 2 | 24:15 | 8      |
| 4.  | Spanien     | 5  | 2 | 0   | 0   | 3 | 14:22 | 6      |
| 5.  | Niederlande | 5  | 1 | 1   | 0   | 3 | 09:23 | 5      |
| 6.  | Südkorea    | 5  | 0 | 0   | 2   | 3 | 09:18 | 2      |

Abkürzungen: Pl. = Platz, Sp = Spiele, S = Siege, OTS = Siege nach Verlängerung (Overtime) oder Penaltyschießen, OTN = Niederlagen nach Verlängerung oder Penaltyschießen, N = Niederlagen

Erläuterungen: Aufsteiger in die Division IB, Absteiger in die Division IIB

### Gruppe B in Tallinn, Estland
Das Turnier der Gruppe B wurde vom 10. bis 16. Dezember 2011 im estnischen Tallinn ausgetragen. Die Spiele fanden in der 750 Zuschauer fassenden Premia Jäähall statt. Insgesamt besuchten 3.065 Zuschauer die 15 Turnierspiele, was einem Schnitt von 204 pro Partie entspricht.
Den Aufstieg in die Division IIA sicherte sich souverän das Team aus Rumänien, das sämtliche Spiele mit mindestens vier Toren Vorsprung gewann. Bereits vor dem letzten Gruppenspieltag standen die Südosteuropäer als Aufsteiger fest, nachdem sie die direkten Konkurrenten aus Estland und die erst im letzten Jahr aus der Division III aufgestiegenen Serben deutlich geschlagen hatten. Als Absteiger ging der zweite Division-III-Aufsteiger Mexiko aus den fünf Spieltagen hervor. Trotz eines Achtungserfolgs im ersten Spiel gegen Belgien, das die Mittelamerikaner nur knapp mit 2:3 im Penaltyschießen verloren, unterlagen sie im entscheidenden Spiel gegen Australien mit 1:4.
| 10. Dezember 2011 12:00 Uhr | Belgien | 3:2 n. P. (1:1, 0:1, 1:0, 0:0, 1:0) Spielbericht | Mexiko | Premia Jäähall, Tallinn Zuschauer: 100 |

| 10. Dezember 2011 15:30 Uhr | Serbien | 4:2 (2:0, 2:0, 0:2) Spielbericht | Australien | Premia Jäähall, Tallinn Zuschauer: 100 |

| 10. Dezember 2011 19:00 Uhr | Estland | 2:8 (1:1, 1:2, 0:5) Spielbericht | Rumänien | Premia Jäähall, Tallinn Zuschauer: 400 |

| 11. Dezember 2011 12:00 Uhr | Mexiko | 1:4 (0:0, 1:2, 0:2) Spielbericht | Serbien | Premia Jäähall, Tallinn Zuschauer: 100 |

| 11. Dezember 2011 15:30 Uhr | Rumänien | 11:1 (2:1, 4:0, 5:0) Spielbericht | Australien | Premia Jäähall, Tallinn Zuschauer: 165 |

| 11. Dezember 2011 19:00 Uhr | Belgien | 2:7 (1:3, 0:3, 1:1) Spielbericht | Estland | Premia Jäähall, Tallinn Zuschauer: 500 |

| 13. Dezember 2011 12:00 Uhr | Rumänien | 10:1 (3:0, 6:0, 1:1) Spielbericht | Mexiko | Premia Jäähall, Tallinn Zuschauer: 50 |

| 13. Dezember 2011 15:30 Uhr | Belgien | 2:4 (1:2, 1:2, 0:0) Spielbericht | Serbien | Premia Jäähall, Tallinn Zuschauer: 100 |

| 13. Dezember 2011 19:00 Uhr | Estland | 12:1 (4:0, 5:0, 3:1) Spielbericht | Australien | Premia Jäähall, Tallinn Zuschauer: 350 |

| 14. Dezember 2011 12:00 Uhr | Serbien | 3:9 (1:2, 1:3, 1:4) Spielbericht | Rumänien | Premia Jäähall, Tallinn Zuschauer: 100 |

| 14. Dezember 2011 15:30 Uhr | Australien | 4:8 (1:1, 1:3, 2:4) Spielbericht | Belgien | Premia Jäähall, Tallinn Zuschauer: 100 |

| 14. Dezember 2011 19:00 Uhr | Mexiko | 0:18 (0:6, 0:4, 0:8) Spielbericht | Estland | Premia Jäähall, Tallinn Zuschauer: 350 |

| 16. Dezember 2011 12:00 Uhr | Australien | 4:1 (0:1, 1:0, 3:0) Spielbericht | Mexiko | Premia Jäähall, Tallinn Zuschauer: 100 |

| 16. Dezember 2011 15:30 Uhr | Rumänien | 6:2 (2:1, 2:1, 2:0) Spielbericht | Belgien | Premia Jäähall, Tallinn Zuschauer: 100 |

| 16. Dezember 2011 19:00 Uhr | Estland | 12:3 (4:0, 6:1, 2:2) Spielbericht | Serbien | Premia Jäähall, Tallinn Zuschauer: 450 |

| Pl. |            | Sp | S | OTS | OTN | N | Tore  | Punkte |
| 1.  | Rumänien   | 5  | 5 | 0   | 0   | 0 | 44:09 | 15     |
| 2.  | Estland    | 5  | 4 | 0   | 0   | 1 | 51:14 | 12     |
| 3.  | Serbien    | 5  | 3 | 0   | 0   | 2 | 18:26 | 9      |
| 4.  | Belgien    | 5  | 1 | 1   | 0   | 3 | 17:23 | 5      |
| 5.  | Australien | 5  | 1 | 0   | 0   | 4 | 12:36 | 3      |
| 6.  | Mexiko     | 5  | 0 | 0   | 1   | 4 | 05:39 | 1      |

Abkürzungen: Pl. = Platz, Sp = Spiele, S = Siege, OTS = Siege nach Verlängerung (Overtime) oder Penaltyschießen, OTN = Niederlagen nach Verlängerung oder Penaltyschießen, N = Niederlagen

Erläuterungen: Aufsteiger in die Division IIA, Absteiger in die Division III

### Auf- und Abstieg
| Absteiger in die Division IIA:  | Japan    |
| Aufsteiger in die Division IB:  | Ukraine  |
| Absteiger in die Division IIB:  | Südkorea |
| Aufsteiger in die Division IIA: | Rumänien |
| Absteiger in die Division III:  | Mexiko   |
| Aufsteiger in die Division IIB: | Island   |

## Division III
Das Turnier der Division III wurde vom 17. bis 22. Januar 2012 im neuseeländischen Dunedin ausgetragen. Die Spiele fanden im 1.850 Zuschauer fassenden Ice Stadium statt. Insgesamt besuchten 2.037 Zuschauer die zehn Turnierspiele, was einem Schnitt von 203 pro Partie entspricht.
Der nordkoreanische Verband sagte die Teilnahme seiner U20-Auswahl am 4. November 2011 ab, woraufhin das Turnier nur noch mit fünf statt der geplanten sechs Nationen stattfand.
Den Aufstieg in die Division IIB sicherte sich souverän das Team aus Island, das sämtliche Spiele mit mindestens vier Toren Vorsprung gewann. Dennoch sicherten sich die Isländer erst am letzten Spieltag den Wiederaufstieg im direkten Duell gegen die Volksrepublik China, die im vergangenen Jahr mit den Nordwesteuropäern abgestiegen war.
| 17. Januar 2012 15:30 Uhr (Ortszeit) | 17. Januar 2012 3:30 Uhr (MEZ) | Bulgarien | 2:6 (1:1, 0:3, 1:2) Spielbericht | Volksrepublik China | Ice Stadium, Dunedin Zuschauer: 85 |

| 17. Januar 2012 19:00 Uhr | 17. Januar 2012 7:00 Uhr | Türkei | 0:8 (0:3, 0:1, 0:4) Spielbericht | Island | Ice Stadium, Dunedin Zuschauer: 150 |

| 18. Januar 2012 19:00 Uhr | 18. Januar 2012 7:00 Uhr | Neuseeland | 3:1 (1:0, 1:0, 1:1) Spielbericht | Bulgarien | Ice Stadium, Dunedin Zuschauer: 300 |

| 19. Januar 2012 15:30 Uhr | 19. Januar 2012 3:30 Uhr | Volksrepublik China | 14:0 (1:0, 6:0, 7:0) Spielbericht | Türkei | Ice Stadium, Dunedin Zuschauer: 75 |

| 19. Januar 2012 19:00 Uhr | 19. Januar 2012 7:00 Uhr | Island | 7:1 (3:0, 4:0, 0:1) Spielbericht | Neuseeland | Ice Stadium, Dunedin Zuschauer: 370 |

| 20. Januar 2012 19:00 Uhr | 20. Januar 2012 7:00 Uhr | Bulgarien | 0:10 (0:4, 0:2, 0:4) Spielbericht | Island | Ice Stadium, Dunedin Zuschauer: 140 |

| 21. Januar 2012 15:30 Uhr | 21. Januar 2012 3:30 Uhr | Türkei | 0:4 (0:1, 0:2, 0:1) Spielbericht | Bulgarien | Ice Stadium, Dunedin Zuschauer: 70 |

| 21. Januar 2012 19:00 Uhr | 21. Januar 2012 7:00 Uhr | Volksrepublik China | 5:3 (1:3, 3:0, 1:0) Spielbericht | Neuseeland | Ice Stadium, Dunedin Zuschauer: 375 |

| 22. Januar 2012 15:30 Uhr | 22. Januar 2012 3:30 Uhr | Island | 5:1 (2:1, 1:0, 2:0) Spielbericht | Volksrepublik China | Ice Stadium, Dunedin Zuschauer: 212 |

| 22. Januar 2012 19:00 Uhr | 22. Januar 2012 7:00 Uhr | Neuseeland | 12:1 (3:1, 8:0, 1:0) Spielbericht | Türkei | Ice Stadium, Dunedin Zuschauer: 260 |

| Pl. |                     | Sp | S | OTS | OTN | N | Tore  | Punkte |
| 1.  | Island              | 4  | 4 | 0   | 0   | 0 | 30:02 | 12     |
| 2.  | Volksrepublik China | 4  | 3 | 0   | 0   | 1 | 26:10 | 9      |
| 3.  | Neuseeland          | 4  | 2 | 0   | 0   | 2 | 19:14 | 6      |
| 4.  | Bulgarien           | 4  | 1 | 0   | 0   | 3 | 07:19 | 3      |
| 5.  | Türkei              | 4  | 0 | 0   | 0   | 4 | 01:38 | 0      |

Abkürzungen: Pl. = Platz, Sp = Spiele, S = Siege, OTS = Siege nach Verlängerung (Overtime) oder Penaltyschießen, OTN = Niederlagen nach Verlängerung oder Penaltyschießen, N = Niederlagen

Erläuterungen: Aufsteiger in die Division IIB

### Auf- und Abstieg
| Absteiger in die Division III:  | Mexiko |
| Aufsteiger in die Division IIB: | Island |